# Histoire de la Lettonie
 (mars 2025).

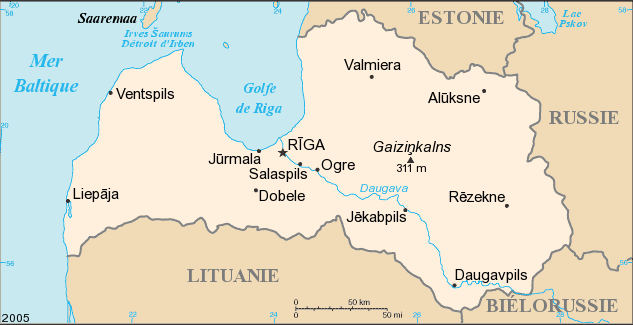
Lettonie actuelle (2024).

L'histoire de la Lettonie commence officiellement en 1920 avec la création de la première république de Lettonie. Cependant, la région accueille ses premiers occupants dès la fin de la dernière ère glaciaire. Les peuples baltes qui arrivent entre 3000 avant l’ère commune et 800 avant l’ère commune, se structurent en plusieurs tribus : Coures, Latgaliens, Séloniens, Sémigaliens.
Au début du XIIIe siècle, les territoires qui bordent le sud de la mer Baltique constituent une des dernières contrées païennes d'Europe. Les croisades baltes menées par les chevaliers Porte-Glaive réalisent la conquête et la christianisation de la région. La ville de Riga est fondée en 1201 sur le fleuve Daugava, principale voie commerciale entre la Russie et l'Europe occidentale, consolidant ainsi le monopole des marchands de la Ligue hanséatique. Un État dominé conjointement par des princes-évêques et l'ordre des moines soldats, recouvrant à la fois les territoires de l'Estonie et de la Lettonie actuelles, se met en place avec deux classes bien distinctes : d'une part, une minorité d'origine allemande qui constitue l'élite politique, militaire, religieuse, intellectuelle et qui monopolise le commerce et la propriété foncière ; d'autre part, les paysans lettons, dont le statut se dégrade au fil des siècles. Entre 1418 et 1562, la région forme la Confédération livonienne. La Réforme protestante se diffuse au début du XVIe siècle et les élites optent pour le luthéranisme. L'ordre des Chevaliers Porte-Glaive est sécularisé. Le territoire est le théâtre de conflits qui l'opposent à des voisins de plus en plus puissants. À l'issue de guerres dans lesquelles interviennent la Russie, l'Union de Pologne-Lituanie et la Suède, ces deux derniers États se partagent le territoire letton. En 1710, l'Empire russe, en pleine expansion, le conquiert à son tour au cours de la grande guerre du Nord.
Au XVIIIe siècle, la noblesse foncière germanophone, à qui les dirigeants russes concèdent une grande autonomie, maintient les paysans lettons dans le servage, qui n'est aboli qu'au XIXe siècle (1817 en Courlande, 1819 en Livonie et 1861 en Latgale). Une partie de l'élite germanophone, aux côtés des premiers étudiants lettons, s'intéressent à la langue, la culture et l'histoire des peuples locaux alors en pleine renaissance. Des intellectuels prennent le relais en faisant un travail de collecte de la mémoire populaire et en affinant la langue, ce qui favorise l'apparition des premiers ouvrages en letton. À la fin du siècle apparaissent les premiers partis politiques lettons, dont les revendications se cantonnent à une autonomie limitée et à l'égalité de statut avec les germanophones. Riga devient le troisième centre industriel de l'Empire russe, tandis que Liepāja devient le port d'attache de la flotte russe de la Baltique.
La Première Guerre mondiale dévaste la région. En 1920, la dissolution de l'Empire russe permet à la Lettonie d'acquérir son indépendance après plusieurs épisodes militaires à la fois contre l'Armée rouge et des troupes allemandes. Les terres agricoles sont redistribuées aux paysans et un régime parlementaire s'installe. Mais durant la Grande Dépression, menacé par la montée d'un mouvement populiste, il se transforme en 1934 en régime semi-autoritaire. À la veille de la Seconde Guerre mondiale, le Pacte germano-soviétique permet à l'Union soviétique d'occuper les pays baltes. Le pays est ravagé par l'occupant. Les élites germanophones s'exilent en masse pour répondre à l'appel des autorités nazies. Le pays est envahi en été 1941 par l'Allemagne nazie. Les nazis exterminent l'importante communauté juive installée dans la région de Riga, faisant 90 000 victimes. La Lettonie est reprise en 1944 par les troupes soviétiques. Une partie de la population quitte définitivement le pays. La Lettonie, malgré une longue résistance clandestine, est transformée en une république socialiste intégrée dans l'URSS. La société lettone et son économie sont profondément transformées. De nombreuses industries sont installées et l'agriculture est collectivisée. Une forte minorité russe s'installe.
L'éclatement de l'Union soviétique en 1991 permet à la Lettonie de recouvrer son indépendance. Le nouvel État se transforme rapidement grâce à une forte croissance de l'économie et la mise en place d'institutions politiques et économiques de type occidental. La Lettonie adhère à l'OTAN et intègre l'Union européenne en 2004.

## Protohistoire

Les tribus baltes au XII.

Le territoire de la Lettonie est libéré des glaces de la dernière glaciation vers 14000 avant l’ère commune, mais ce n'est que vers 9000 avant l’ère commune que les premiers groupes humains pénètrent son territoire. Vers 5000 avant l’ère commune la région est colonisée par des groupes humains parlant des langues finno-ougriennes qui sont les ancêtres des Finlandais, Estoniens et Livoniens. Une deuxième vague de peuplement d'origine indo-européenne arrive vers 3000 avant l’ère commune et se mélange avec les populations déjà installées ou les repousse vers le nord sans qu'on sache si des conflits sont nés de cette confrontation. Ces protobaltes, qui sont installés sur le territoire correspondant à la Prusse, la Lituanie et la Lettonie vivent d'abord de la pêche, de la chasse et de la cueillette puis ils se sédentarisent et deviennent agriculteurs. Le mode de culture est primitif car ils n'utilisent pas d'outils en métal avant la fin de l'ère pré chrétienne. Les Romains connaissent indirectement ces régions car ils importent l'ambre, une résine fossile très prisée à Rome qui abonde sur la côte de la mer Baltique et dont le trafic passe par la route de l'ambre. Dans son livre La Germanie, l'auteur romain Tacite évoque les Aestes qui cultivent le blé avec patience, qui fouillent la mer et recueillent le succin (l'ambre). Ces Aestes sont sans aucun doute les protobaltes.
Les protobaltes sont peu touchés par les grands courants de migration qui bouleversent l'Europe du nord et orientale durant les premiers siècles apr. J.-C. Ils sont pratiquement isolés jusqu'à ce que les peuples slaves, qui ont suivi le cours des fleuves russes descendant vers le nord-ouest posent les fondations des principautés russes de Polotsk, Pskov et Novgorod. Ces peuples tirent leur subsistance de la forêt et en cultivant la terre. Ils organisent des raids chez leurs voisins baltes, notamment les Latgaliens, pour capturer des esclaves et lever des tributs.
À partir du VIIIe siècle, les occupants de l'aire correspondant à la Lettonie forment cinq tribus. Les Lives, seul reliquat de la première vague de peuplement, qui donneront plus tard son nom à la Livonie, occupent la côte et les vallées des fleuves Gauja et Daugava. Ils sont progressivement assimilés par les autres peuples baltes et il ne subsiste plus aujourd'hui qu'une douzaine de villages lives et quelques dizaines de locuteurs. Les Coures sont installés dans l'ouest de la Lettonie, les Latgaliens dans l'est et le nord de la Daugava, les Séloniens sur la rive gauche de la Daugava et les Sémigaliens dans le bassin de la Lielupe
Depuis le début de l'ère chrétienne, le territoire de la Lettonie est un carrefour commercial sur la route des Varègues aux Grecs. Cette route mentionnée dans les anciennes chroniques s'étend de la Scandinavie jusqu'à l'Empire byzantin et passe par la Lettonie en empruntant la Daugava pour déboucher dans l'ancienne Russie. Une autre route commerciale célèbre est la route de l'ambre, la côte de la mer Baltique étant réputée pour son ambre. Jusqu'au Moyen Âge, l'ambre a une plus grande valeur que l'or dans certaines régions.
Il n'existait pas vraiment d'organisation politique à grande échelle et il faut attendre le Xe siècle pour voir apparaître des rassemblements de tribus. Elles sont alors au nombre de quatre :
- Les Coures, surnommés vikings baltes en raison de leur mode de vie plus guerrier, qui induit pillages et rafles notamment dans le Courlande,
- Les Latgaliens (ou Lettes), plus avancés au niveau socio-culturel et plus nombreux, dont la Lettonie tire son nom,
- Les Séloniens, connus pour leur agriculture,
- Les Sémigaliens, aussi reconnus pour l'agriculture.

## Les croisades baltes

### Contexte
Les premières sources écrites fiables, permettant de reconstituer en partie l'histoire de la région, apparaissent au IXe siècle. À cette époque, l'est du territoire occupé par les tribus lettones et estes tombe dans la sphère d'influence des principautés russes de Pskov, Plotosk et Novgorod : selon les chroniques russes de l'époque, celles-ci montent régulièrement des expéditions pour extorquer des tributs aux Tchoudes, un terme qui regroupe les peuples lettes, estes, lives, ingriens et votes.
Au XIIe siècle, un mouvement de migration parti de l'Allemagne moyenne en forte croissance démographique va peupler les côtes de la Baltique jusque-là occupées de manière clairsemée par les Wendes, une peuplade slave. Plusieurs villes sont fondées sur la côte dont Lübeck en 1143. En 1161 les marchands allemands qui font partie de ce mouvement migratoire fondent la Hanse, un réseau d'entraide qui vise à protéger le commerce en mer du Nord et en mer Baltique. Désormais, les marchands allemands concurrencent les Scandinaves sur la route commerciale qui mène au territoire russe et emprunte la Daugava. Mais les marchands de la Hanse souhaitent sécuriser la rive sud est de la Baltique et le cours de la Daugava occupées par les populations païennes qui n'hésitent pas à attaquer les convois même lorsqu'ils sont protégés.
Le XIIe siècle est en Europe la période des croisades qui visent à convertir à la foi chrétienne les peuples païens si besoin par la force des armes. Coincée entre la Scandinavie catholique et la Russie orthodoxe, les régions bordant la côte sud de la mer Baltique, de la Prusse à l'Estonie, constituent à l'époque les dernières contrées païennes sur le continent européen. Des missions de conversion étaient parties de Scandinavie aux XIe et XIIe siècles pour ces régions sans rencontrer de succès. Intérêt commercial et esprit de croisade vont converger pour déclencher un mouvement qui aboutira à la colonisation germanique des pays baltes : le mouvement migratoire allemand se heurte bientôt aux peuplades païennes qui vivent plus à l'est en Lituanie. Les chevaliers du Saint-Empire romain germanique, à la recherche d'une terre de croisade car ils sont marginalisés en Terre sainte, vont jeter leur dévolu sur ce dernier territoire païen.

### Les croisades

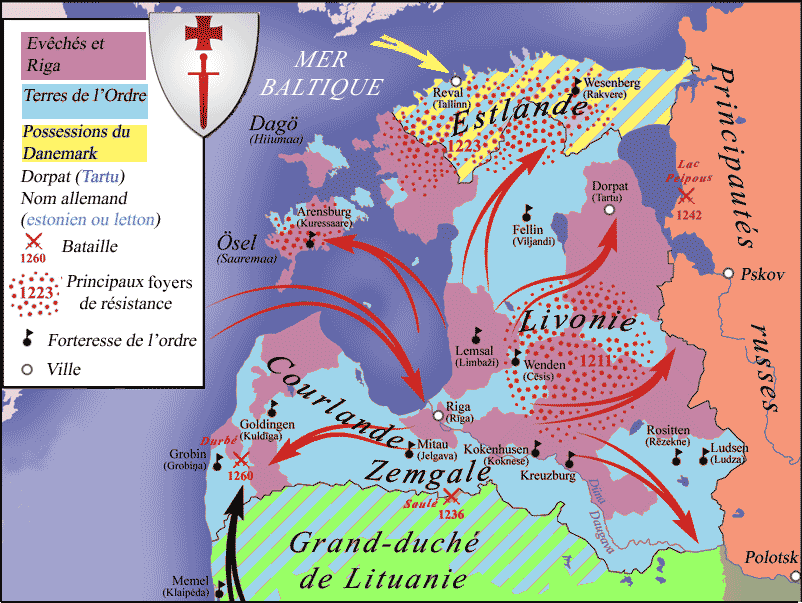
La conquête des territoires letton et estonien par l'ordre (1202-1260).

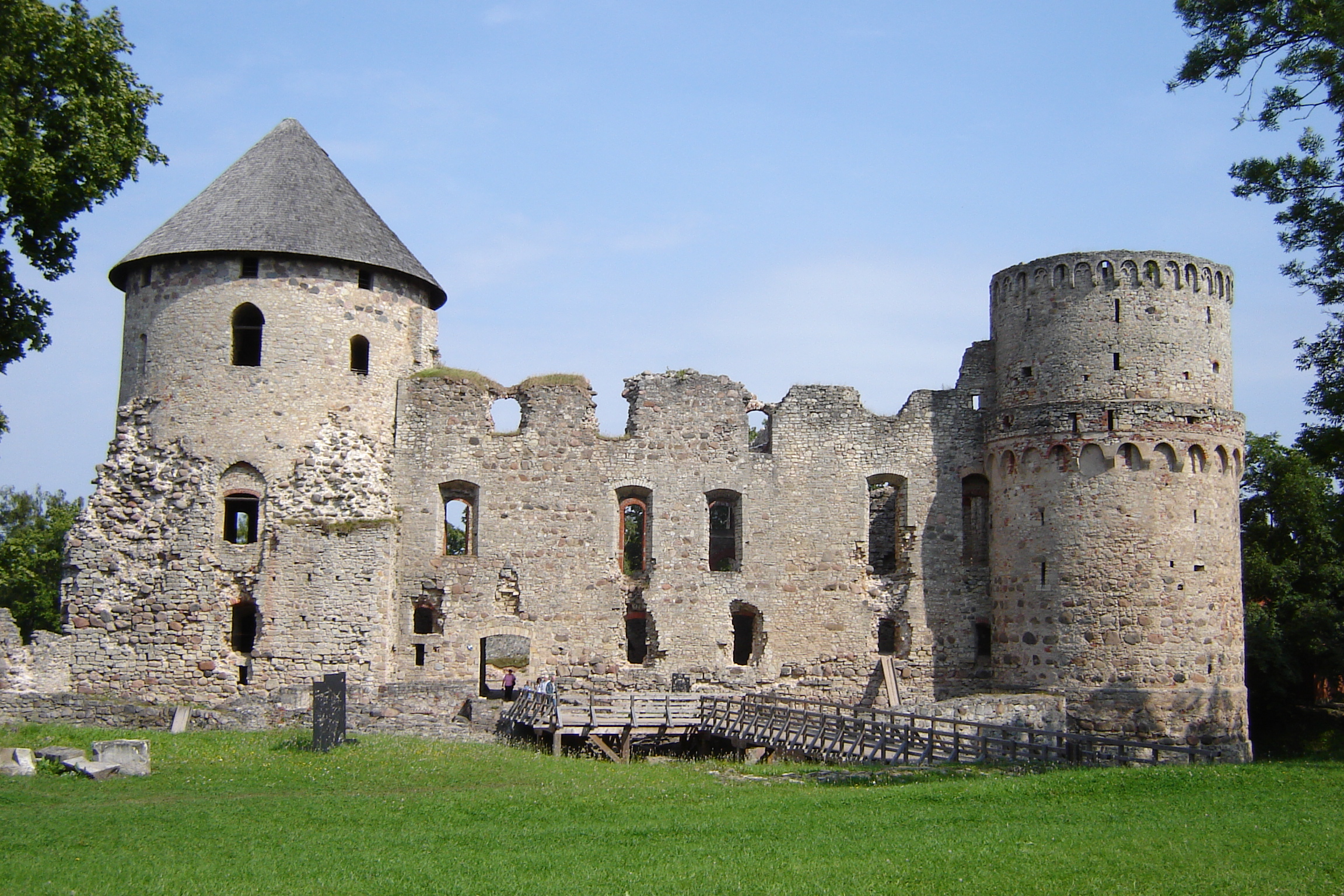
Le château de Wenden (Cēsis en letton) siège de l'ordre des chevaliers Porte-Glaive a été fondé en 1209.

En 1186, un religieux allemand du nom de Meinhard de Holstein, crée une première implantation appelée Üxhüll (aujourd'hui Ikšķile en Lettonie) sur la Daugava et fonde un évêché sur le territoire des Lives, un peuple païen qui occupe alors une partie de la zone côtière de la Lettonie actuelle,. La région est baptisée par les envahisseurs Livonie (Livland en allemand pays des Lives) bien que cette population n'en occupe qu'une faible partie. L'entreprise de conversion après un succès initial se heurte bientôt à des résistances car les Baltes sont très attachés à leurs croyances païennes : ils vénèrent des chênes sacrés et pratiquent le culte de nombreuses divinités comme Pērkons, Laima, Auseklis ou Māra. Devant cet échec, le pape Célestin III lance en 1193 la première croisade afin d'imposer le christianisme par la force. Mais Berthold de Scheide, qui commande l'expédition est tué peu après son arrivée dans la région en 1198. Le pape Innocent III relance la croisade et consacre un nouvel évêque à qui des moyens importants sont donnés.
Albert de Buxhoeveden, qui commande une flotte de 23 bateaux, arrive sur les côtes lives en 1200. Il prend en otage les fils des chefs lives. En 1201 il fonde Riga au confluent de la Daugava avec la Ridzen. Pour poursuivre la croisade, Albert a besoin d'une force militaire permanente (jusque-là les croisés arrivaient au printemps et repartaient à l'automne). Il fait créer par son adjoint Théodoric avec l'accord du pape, l'ordre de la Fraternité de la milice du christ dont les membres appelés Chevaliers Porte-Glaive s'engagent à faire triompher la foi chrétienne en terre païenne. Les chevaliers qui ont fait vœu de chasteté et de pauvreté administrent les terres qu'ils conquièrent et perçoivent l'impôt de l'Église. Albert utilise habilement les divisions entre les différentes tribus baltes pour sa conquête. Il s'allie au chef live Kaupo de Turaida (en), converti à la foi chrétienne, grâce auquel il peut conquérir le territoire live (1209) au milieu duquel est implantée la forteresse de Wenden (en letton Cēsis) qui deviendra le point de départ de la conquête de la Livonie. Il s'attaque ensuite aux Latgaliens et aux Seles qui vivent plus en amont sur la Daugava. Il s'allie à un chef latgalien, Talivaldis, pour réduire les Estes qui constituent la dernière menace pour la route commerciale menant à Pskov. Il consolide ensuite sa position sur la rive gauche de la Daugava. Dans son entreprise de conquête il se heurte aux principautés russes, en particulier au prince de la ville russe de Polotsk, qui cherche à contrôler les voies de communication vers l'ouest. Le prince de Polotsk renonce à ses revendications sur la région. Les tribus tentent de secouer le joug allemand. En 1210 les Coures, Les Lituaniens et les Lives attaquent Riga. La conquête de la Courlande ne s'achève que vers 1230. Les cités hanséatiques financent ces expéditions qui permettent de faire fructifier leurs échanges avec les cités russes. Philippe de Souabe confère à Albert en 1207 le titre de prince du Saint-Empire germanique. Il peut désigner des évêques. À sa mort, l'ensemble du territoire letton est passé sous le contrôle des Allemands.
Rapidement, des dissensions apparaissent entre l'ordre des chevaliers porte-glaive et le prince-évêque Albert de Buxhövden. Ce dernier estime qu'en tant qu'initiateur et organisateur de la croisade, son évêché doit recevoir les deux tiers des terres conquises. Ce partage accepté, non sans conflit, du vivant d'Albert est remis en cause après son décès en 1229. Finalement en 1236 les chevaliers porte-glaive, affaiblis par la défaite subie contre les Lituaniens à Saulè, acceptent un compromis : le traité de Stensby entérine le découpage du territoire en cinq domaines féodaux. En ce qui concerne le territoire de la Lettonie, les moines soldats reçoivent la Zemgale, la plus grande partie de la Latagale et de la Courlande ainsi que le tiers de la Livonie qui regroupe les territoires situés au nord de la Daugava. Le domaine de l'archevêque de Riga comprend le territoire situé entre la basse Gauja et le golfe de Riga ainsi que le sud de la Livonie. L'évêque de Courlande reçoit des territoires disjoints autour de Dundaga, Piltène, Airpute et Saka tandis que le domaine de l'évêque de Dorpat (aujourd'hui Tartu) s'étend sur une vaste région située à l'est de la Livonie. L'ensemble de ces domaines forme la Confédération livonienne.

## La confédération livonienne

La confédération de Livonie en 1260.

Durant les trois siècles suivants, les chevaliers porte-glaives continuent de poursuivre leur croisade contre les Lituaniens païens, mais également contre les Russes orthodoxes, donc schismatiques. Mais leurs effectifs limités (quelques centaines de chevaliers) ne leur permettent de vaincre des États qui gagnent progressivement en puissance durant cette période.
À l'issue de la conquête, la société de la confédération livonienne se structure en deux classes bien distinctes ; cette caractéristique, relativement commune en Europe au Moyen Âge, perdure jusqu'au XIXe siècle dans la région. La minorité germanophone (Deutschen, c'est-à-dire les Allemands) est concentrée dans les villes et forme l'élite politique, militaire, commerciale et religieuse. Les « indigènes » (Undeutschen, c'est-à-dire les non-Allemands) forment la paysannerie et les classes sociales inférieures des villes. Un courant d'émigration constant venu d'Allemagne vient grossir les effectifs de commerçants et d'artisans installés dans les cités, mais la campagne, aux terres trop pauvres, est laissée aux indigènes qui préserveront ainsi leur langue et leur culture.
En 1280, Riga entre dans la Ligue hanséatique et commence à prospérer grâce au commerce de marchandises provenant de Russie. Plus tard, Cēsis, Limbaži, Koknese et Valmiera entrent à leur tour dans de la Hanse. Le commerce se développe ainsi fortement durant cette période.
L'absence d'autorité centrale au sein de la confédération livonienne entraine de nombreux conflits au cours des XIIIe et XIVe siècles entre les princes-évêques, qui détiennent une partie du territoire et disposent de leur propre réseau de forteresses, et l'ordre de Livonie sans qu'aucune des parties arrive à l'emporter. Les chevaliers porte-glaives atteignent le faîte de leur puissance en 1346, lorsque le roi du Danemark Valdemar III , qui fait face à une guerre civile, lui vend la province d'Estlande et la ville de Narva. Mais à la suite de la défaite de Tannenberg, l'ordre, affaibli, doit accepter la mise en place d'une forme de pouvoir central en 1421 : la diète de Livonie, qui se réunit environ une fois par an, doit permettre d'aplanir les conflits entre ses membres qui représentent les évêchés, les villes et l'ordre. La mise en place de cette institution n'empêche pas les conflits de se poursuivre et une semi-anarchie de se perpétuer sur le territoire de la Livonie.

### Constitution d'une caste féodale
Les évêques disposent d'un pouvoir temporel qui s'étend à près de la moitié des terres conquises. Pour défendre celles-ci, les évêques confient à des vassaux des parties de leur diocèse pouvant compter plusieurs milliers d'habitants avec la mission de percevoir les impôts et lever des troupes parmi la population en cas de guerre. Ces vassaux ont le droit de haute et basse justice sur les habitants.

### La dégradation de la condition paysanne
La condition du paysan balte se dégrade progressivement au cours des trois siècles qui suivent les croisades. À l'issue de la conquête, les paysans sont restés propriétaires de leurs terres. Les chevaliers de l'ordre et les vassaux des évêques se contentent initialement de collecter un impôt en nature sur les terres conquises et de stocker le produit dans des dépôts autour desquels s'agglomèrent bientôt un marché puis des habitations formant un village prenant en général le nom allemand du seigneur du lieu. Ces propriétaires cherchent progressivement à tirer le maximum de profit de leurs possessions : ils agrandissent leur domaine en rachetant des terres en échange de réductions d'impôt ou contre de l'argent, ou encore en mettant en culture des zones en friche. Initialement la propriété d'un domaine n'est pas héréditaire : en 1397 Konrad von Jungingen obtient pour la première fois le droit de transmettre son domaine à ses héritiers. Tous les vassaux de l'évêque de Riga bénéficient de ce privilège à compter de 1457 et celui-ci se généralise par la suite à l'ensemble des féodaux. Les corvées, qui ne représentent initialement que quelques semaines par an au service de la collectivité, sont progressivement allongées au bénéfice des seigneurs. Là où les corvées sont les plus lourdes, les paysans abandonnent leurs fermes pour s'installer en ville ou chez un maitre moins exigeant. Les féodaux tentent de limiter cette désertion en consentant aux paysans des prêts durant leurs difficultés passagères qui permettent ensuite de les poursuivre en cas de fuite. Un accord est ainsi passé en 1422 entre l'ordre de Livonie et le prince de Lituanie en vertu duquel tout paysan débiteur en fuite doit être restitué à son créancier sauf si ses dettes sont payées. Cet accord n'est pas jugé assez favorable et par la suite tout paysan fuyant son domaine est considéré comme criminel et rendu à son maitre. Le paysan autrefois libre est devenu un serf : en 1495, pour la première fois, un propriétaire vend un paysan et sa famille.

### Une situation de conflit permanent avec la Lituanie et la Russie
Les chevaliers durant toute l'existence de la Livonie sont périodiquement en conflit avec la Lituanie et les principautés russes car, animés par l'esprit des croisades, ils n'ont pas renoncé à convertir à la foi catholique les populations païennes ou schismatiques (orthodoxes). Mais les États qu'ils affrontent, mieux organisés que les populations indigènes qu'ils ont pu vaincre par le passé, résistent et progressivement prennent le dessus. Heureusement pour les chevaliers, l'invasion du territoire russe par la Horde d'or, à compter de 1237, immobilise le gros des forces russes sur un autre front durant une grande partie de la période. Toutefois, ces guerres incessantes affaiblissent progressivement l'État livonien d'autant que, pour réduire les risques d'une révolte, les chevaliers interdisent le port des armes aux paysans estoniens, ce qui limite les forces que les chevaliers peuvent mobiliser. Les chevaliers de l'ordre ne sont que quelques centaines et, ayant fait vœu de célibat, doivent régulièrement reconstituer leurs effectifs qu'ils ont beaucoup de mal à recruter en terre allemande.
En 1236, les chevaliers sont sévèrement battus par les Lituaniens à la bataille de Saule. En 1242 a lieu la bataille du lac Peïpous. La défaite des chevaliers teutoniques, pourtant assistés de forces auxiliaires estoniennes face aux armées d'Alexandre Nevski, prince de la principauté de Novgorod fixe pour des siècles la frontière entre catholicisme et orthodoxie. Les forces lituaniennes parviennent à pénétrer à plusieurs reprises (1260, 1263, 1270) en profondeur dans le territoire livonien qui à chaque fois est pillé. Les combats sont également incessants avec les principautés russes qui n'acceptent pas la présence des Allemands sur les côtes de la Baltique qui s'imposent comme intermédiaires dans leurs échanges commerciaux avec l'extérieur. Les Russes parviennent parfois à pénétrer en profondeur en Livonie comme en 1323 où seule la forteresse de Tallinn résiste à leur assaut. En 1481, après un raid de l'ordre sur le territoire russe, le grand-duc Ivan III de Russie, désormais suzerain de la principauté de Novgorod, envahit la Livonie et la pille durant un mois sans rencontrer de résistance. Il fait édifier la forteresse d'Ivangorod en face du château de Narva. En 1494, il fait fermer le comptoir hanséatique de Novgorod et jeter en prison les commerçants livoniens. En 1501, devant la menace russe, les chevaliers s'allient aux Lituaniens et battent leur ennemi près de Pskov, ce qui leur procure un répit d'une cinquantaine d'années.

### Le démantèlement de la Livonie (1558-1561)

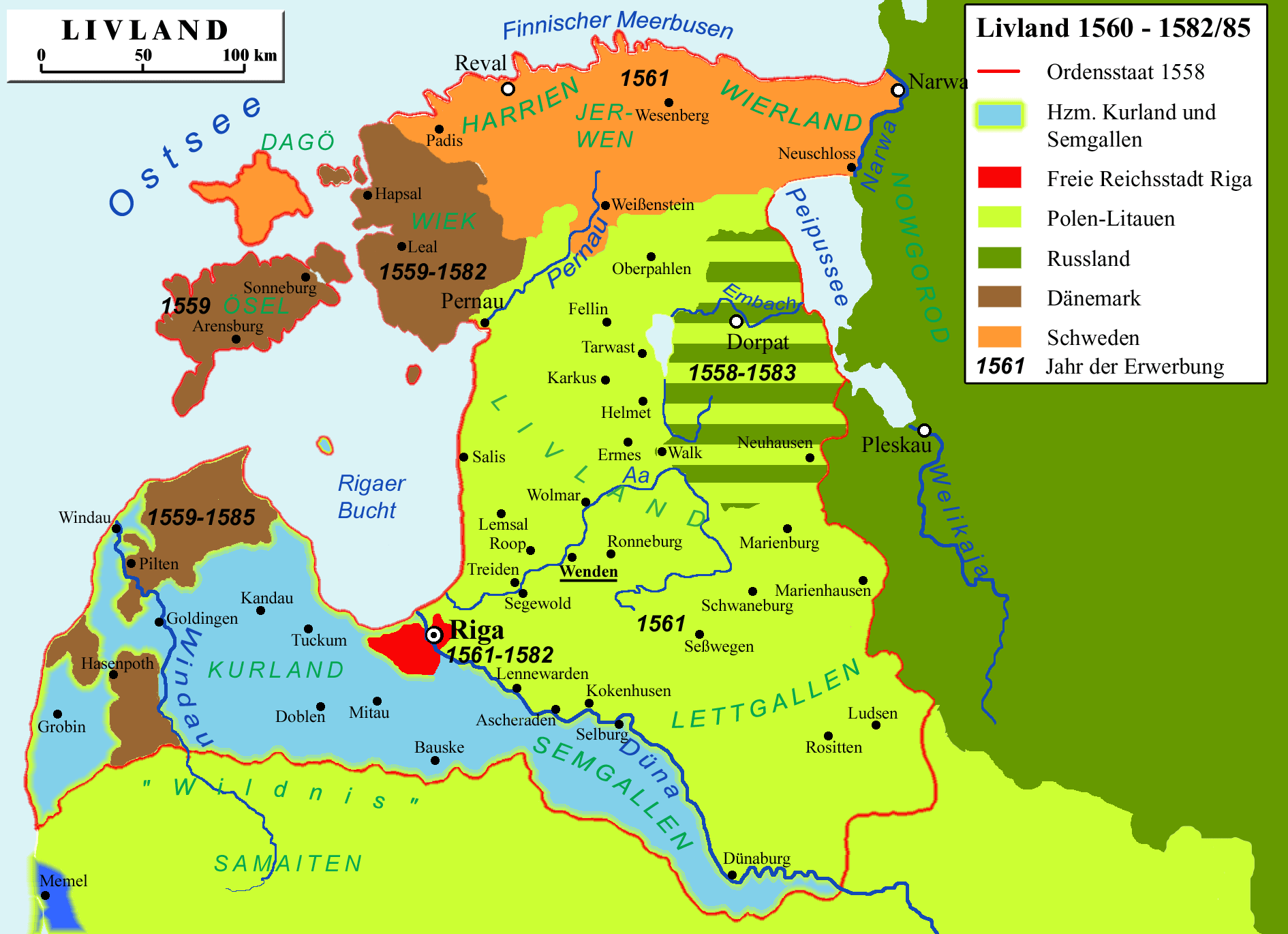
Partition de la Livonie 1560-1585

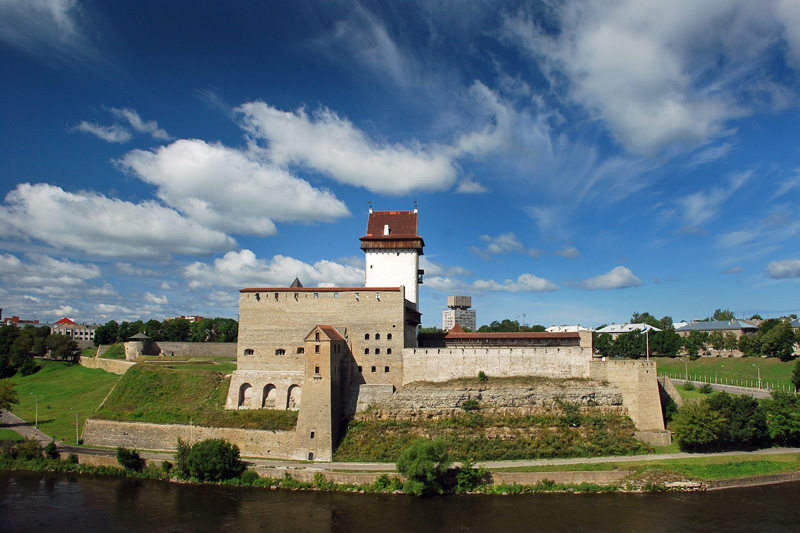
La forteresse de Narva a été le témoin de nombreux conflits avec les Russes

En 1539, la Livonie expulse les marchands russes de ses villes. Les guildes cherchent ainsi à lutter contre le déclin de leur activité en instituant un monopole sur les routes commerciales qui passent par la région et mettent en communication la Russie, complètement enclavée, avec l'Europe occidentale. Mais en 1547, Ivan IV le Terrible monte sur le trône à Moscou avec la volonté de renforcer le pouvoir de la Russie et d'étendre son territoire. Sa victoire sur les tribus mongoles qui avaient longtemps tenu le pays sous leur joug est complète avec la prise de Kazan en 1552 et d'Astrakhan en 1556 et permet à l'armée russe en 1558 de prendre l'offensive dans le nord et d'envahir la Livonie sous prétexte de dettes impayées ; Narva puis Tartu sont conquises. L'armée livonienne attaque alors Pskov ce qui permet d'obtenir une trêve. Les combats reprennent en 1560 : l'ordre livonien, dirigé par son grand maitre Gotthard Kettler, subit une défaite décisive à Ergeme (Hârgmäe) près de Viljandi. En septembre de la même année, une révolte paysanne, la première depuis celle de la Saint-Georges, se produit dans le Hrjumaa et le Läänema mais est réprimée au cours de l'hiver. Kettler demande l'aide de la Pologne-Lituanie dirigée alors par Sigismond II Auguste pour combattre l'envahisseur russe tandis que la bourgeoisie d'Estlande se tourne vers le roi de Suède Éric XIV. Celui-ci débarque en revendiquant les anciennes possessions danoises sur le continent et chasse les polono-lituaniens de Toompea. En novembre 1561 le traité de Vilnius entérine la partition de la Livonie : l'évêché de Saare-Lääne revient au royaume du Danemark, la région de Tallinn devient suédoise, tandis que le sud de la Livonie est rattaché à la Pologne-Lituanie. Cette dernière crée deux duchés sur ce nouveau territoire : la Livonie (Livland) est à cheval sur la frontière sud de l'Estonie moderne et a pour chef-lieu Riga ; le duché de Courlande englobe la Courlande et la Zemgale. Le maître de l'ordre de Livonie dissous, Gotthard Kettler, prend la tête du duché de Courlande. Les Russes conservent provisoirement Tartu et Viljandi.
Les combats reprennent peu après (1563) entre d'une part la Suède et d'autre part le Danemark allié à la Pologne-Lituanie. La paix de Stettin en 1570 permet à la Suède de récupérer l'évêché de Saare-Lääne. Jusqu'en 1917, le territoire ainsi agrandi détenu par la Suède portera le nom de Estland. Les combats reprennent la même année entre la Suède et la Russie. Les Russes parviennent à plusieurs reprises à envahir le territoire occupé par les Suédois mais échouent devant Tallinn malgré deux sièges en 1570-1571 et 1577. La Pologne-Lituanie, gouvernée à partir de 1576 par Étienne Báthory, s'attaque aux armées russes tandis que le général Pontus de la Gardie, mercenaire au service de la Suède, parvient à chasser définitivement les Russes. Par la paix de Iam Zapolsk (1582) Ivan le Terrible reconnait la défaite de ses troupes et les droits de la Pologne-Lituanie sur la Livonie. La guerre reprend entre Russes et suédois en 1590. La Russie, en proie au chaos depuis la mort d'Ivan le Terrible, doit reconnaitre par le traité de Täyssinä (1595) les droits de la Suède sur l'Estlande. Cet accord sera confirmé par le traité de Stolbova signé en 1617 par le nouveau souverain russe Michel Romanov. La Suède et la Pologne-Lituanie après une trêve qui dure jusqu'à 1600 reprennent les armes. La noblesse germanophone de la Livlande, qui a été en partie dépouillée de ses biens par le nouvel occupant, prend le parti de la Suède. Après des combats indécis entrecoupés d'armistices, les armées suédoises prennent le dessus. Selon le traité d'Altmark (1629) signé entre les deux belligérants, pratiquement toute la Livlande passe sous le contrôle de la Suède. La Courlande reste polono-lituanienne. En 1643, un nouveau conflit permet à la Suède victorieuse de récupérer l'île de Saarema par le traité de Brömsebro (1645). La première guerre du Nord éclate entre la Suède, la Pologne-Lituanie et la Suède en 1656 et se déroule en grande partie sur le territoire de l'actuelle Estonie. La Suède, qui l'emporte, se voit confirmer par des traités signés en 1660 (traité de paix d'Oliwara avec la Pologne Lituanie) et 1661 (traité de paix de Kärde avec la Russie) son hégémonie sur les territoires qu'elle détient sur la rive sud de la Baltique y compris l'Ingrie et l'emplacement de la future capitale russe Saint-Pétersbourg.

## L'ère suédoise (1595-1710)

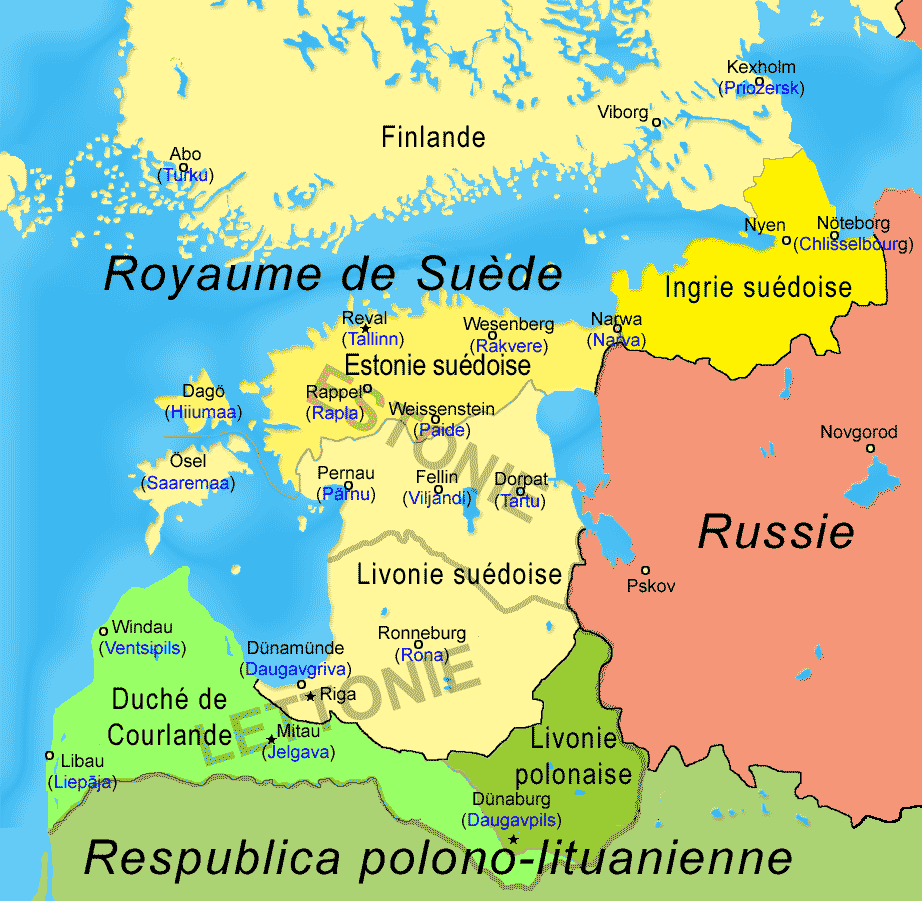
Sous la domination suédoise

### Les divisions administratives
Le territoire de la Lettonie est désormais pratiquement entièrement aux mains du royaume scandinave et pour la première fois placé sous le contrôle d'un pouvoir politique unique. Sur le plan administratif, la région est découpée en trois entités aux statuts très différents : au nord, le duché d'Estlande a pour capitale Tallinn et comprend 4 maakonnad : le Harjumaa, le Järvamaa, le Läänemaa et le Virumaa. Narva est détaché de cet ensemble et devient la capitale de l'Ingrie. La province de Livlande au sud a pour capitale Tartu puis Riga et comprend 4 districts dont deux Tartu et Pärnu rassemblant les locuteurs estoniens (désignés par le terme d'Esthen), les deux districts du sud qui rassemblent les locuteurs lettons se situant sur ce qui constitue aujourd'hui le territoire de la Lettonie. Enfin, l'île de Saaremaa constitue une troisième entité tantôt gouvernorat tantôt possession personnelle du roi de Suède.

### Croissance démographique et courants d'immigration
La population, victime de ces conflits quasi permanents ainsi que de la famine et des épidémies qui les accompagnent, compte de nouveau moins de 150 000 habitants vers 1640. La reprise démographique est rapide et vers 1690, on dénombre entre 350 000 et 400 000 habitants sur le territoire de l'Estonie soit 10 % de la population du royaume de Suède. Cet accroissement de la population est en partie lié à l'arrivée d'immigrants qui viennent repeupler les territoires vidés par les différents conflits et répondent ainsi parfois à l'appel des autorités : ils viennent de Finlande, Russie, Courlande et Lituanie. En général, les nouveaux venus finissent par se fondre dans la paysannerie estonienne. Toutefois, une communauté de Russes vieux-croyants, pourchassés dans leur pays, vient coloniser les rives du lac Peipous et conserve jusqu'à aujourd'hui sa langue et sa culture. Des commerçants et artisans russes s'installent dans les villes. La croissance démographique est interrompue par le petit âge glaciaire qui débute à cette époque et provoque une dégradation climatique catastrophique en 1695-1697 : des pluies diluviennes et un froid persistant entrainent une famine accompagnée d'épidémies de typhus et de dysenterie qui fait périr 20 % de la population.

### Le nouveau pouvoir des barons baltes
Le pouvoir de la classe dominante germanophone descendante de l'ordre de Livonie sort fortement renforcée de cette série de conflits. Ceux qu'on appelle désormais les barons baltes (en allemand ils se désignent par le terme de Balten « baltes » ou Deutschbalten « baltes allemands » ou Baltischer Adel « noblesse balte » pour se distinguer des roturiers), reçoivent la récompense de leur soutien à la Suède avec des variantes selon les régions administratives : très favorable en Estlande qui s'est rallié très tôt à la couronne suédoise, un peu moins à Saarema ou les terres confisquées sont en partie conservées par la couronne suédoise et en Livlande intégrée plus tardivement. Dans ces trois régions les barons baltes bénéficient d'un statut juridique privilégié (Ritterschaft chevalerie) ; les affaires courantes sont désormais gérées par des conseillers territoriaux (Landräte) choisis parmi les barons baltes. Les représentants forment une diète régionale qui se réunit tous les trois ans à Tallinn pour l'Estlande et Riga pour la Livlande. Les pouvoirs du gouverneur suédois sont essentiellement fiscaux et militaires. Les lois suédoises n'ont pas cours. Les institutions mises en place, qui donnent les pleins pouvoirs aux barons baltes, se maintiendront jusqu'en 1917.

### Dégradation de la condition des paysans et stagnation des villes

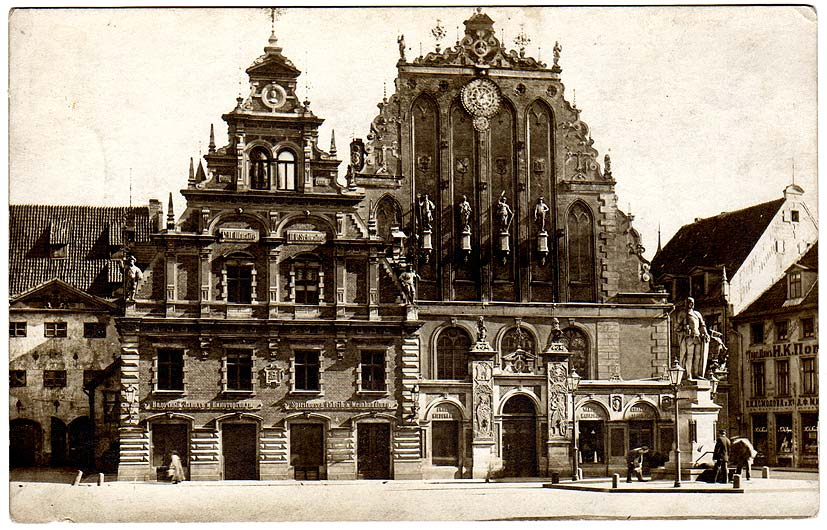
La maison des têtes noires à Riga

Malgré l'absence d'évolution des pratiques agricoles, les provinces baltes contribuent à approvisionner Stockholm, ce qui leur vaut le surnom de « grenier de la Suède ». Le nombre des mõisad, ces grands propriétaires terriens généralement germanophones, atteint le millier sur le territoire de l'Estonie et grâce aux pouvoirs accrus accordés à la noblesse balte, ceux-ci s'approprient de nouvelles terres agricoles en expulsant ou asservissant les paysans jusque-là propriétaires. La concentration des terres entraine la disparition de villages et aboutit à un habitat rural dispersé. Le statut de la majorité des paysans est modifié par des règlements édictés en 1645 en Estlande et en 1671 et 1688 en Livlande : le paysan est désormais un serf attaché à la terre de manière héréditaire qui peut être vendu avec la propriété agricole ; les châtiments corporels se généralisent. La justice seigneuriale s'impose face à une administration suédoise embryonnaire. La fiscalité s'accroit : 50 à 80 % des revenus des paysans reviennent à la noblesse locale et à la couronne. Malgré cette dégradation de la condition paysanne, les révoltes sont de faible ampleur. Le pouvoir suédois va toutefois intervenir à compter des années 1670 pour freiner et inverser cette évolution du statut du paysan.
Les villes des pays baltes ont du mal à se remettre des conflits, mais Riga est la deuxième cité du royaume suédois après Stockholm.

### Alphabétisation des campagnes et influence culturelle allemande
Les Églises continuent de jouer un rôle majeur dans l'évolution culturelle. Le pouvoir suédois s'intéresse de près à la promotion du protestantisme dans cette région à la limite des terres catholiques (Lituanie) et orthodoxes (Russie). Les deux évêchés, Tallinn et Riga, qui subsistent sur le territoire après une réorganisation par les nouveaux dirigeants, reçoivent durant cette période des titulaires suédois à deux exceptions près. La Pologne-Lituanie avait tenté, lorsqu'elle détenait la Livlande (1561-1629), de ramener au catholicisme la population convertie à l'Église Réformée. Dans ce contexte les jésuites, acteurs principaux de la contre-Réforme, avaient fondé en 1583 à Tartu une école de traducteurs et un établissement d'enseignement secondaire puis en 1595 un collège d'enseignement supérieur chargé de former les prêtres et les cadres administratifs. Après la prise de la ville par les Suédois en 1625, les jésuites sont expulsés et l'école est mise au service du clergé luthérien. Le souverain suédois Gustave II Adolphe élève en 1632 le collège de Tartu au rang d'université. Il s'agit à l'époque de la deuxième université de Suède après celle d'Uppsala. Jusqu'à sa dissolution par la Russie en 1710, elle fonctionnera de manière discontinue du fait des conflits militaires et des problèmes financiers et formera en tout 1706 étudiants futurs pasteurs et juristes surtout suédois et germanophones.

### Les réformes de Charles XI
Le roi Charles XI de Suède, parvenu au pouvoir en 1660, veut établir un État fort sur le modèle de l'État français. Dans ses possessions baltes, cette nouvelle politique se traduit par le renforcement du pouvoir royal au détriment des élites germanophones et par un allègement de la condition des paysans afin d'éviter les révoltes. À partir de 1680, le pouvoir suédois s'approprie tous les domaines dont les maîtres allemands n'ont pas de titre de propriété en bonne et due forme (Güterreduktion), comme cela a été fait en Suède auparavant. Les confiscations sont plus importantes en Livlande ; sur l'ensemble du territoire 54 % des biens des mõisad sont rattachés à la couronne suédoise mais contrairement à la Suède on laisse aux anciens propriétaires l'usage de leurs terres. Sur les terres confisquées, les pasteurs autrefois nommés par la noblesse sont désormais désignés par les représentants du souverain suédois. Le servage y est aboli par des décrets passés en 1681 et 1687. Les paysans désormais prennent part aux conseils provinciaux et peuvent demander justice devant des tribunaux royaux. Face à toutes ces mesures les élites germanophones, qui sentent leur pouvoir menacé pour la première fois dans leur histoire, protestent vigoureusement jusqu'à déclencher la dissolution de la diète de la Livonie par le pouvoir royal en 1694. Charles XII de Suède, qui monte sur le trône en 1697 alors qu'il n'est encore qu'un adolescent, tente en vain d'apaiser la noblesse en revenant sur certaines des mesures prises par son père.

### Leduché de Courlande-et-Semigalie (1561-1795)

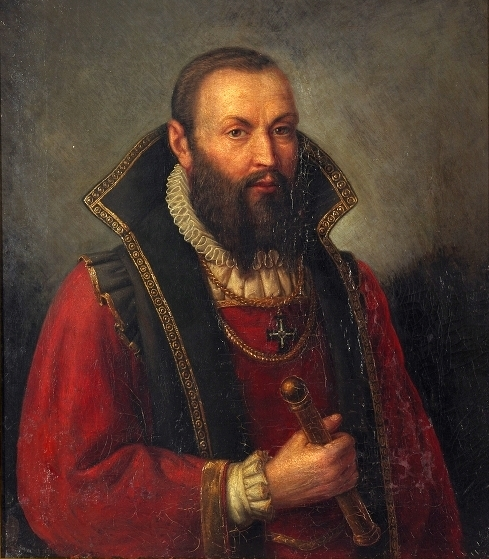
Gotthard Kettler premier duc de Courlande (vers 1565)

Par le traité de Wilno, le 28 novembre 1561, les terres de l'ordre sont divisées en deux : Gotthard Kettler, le cinquantième et dernier grand-maître de l'ordre cède la suzeraineté de la Livonie à Sigismond II Auguste, roi de Pologne, qui en échange le reconnaît lui et sa descendance comme duc de Courlande et de Sémigalle sur la terre du même nom. La capitale du duché passe de Rīga, restée polonaise, à Mitau (aujourd'hui Jelgava en Lettonie). L'assemblée des États de Livonie ratifie le traité et la noblesse allemande prête hommage à son nouveau duc. À la mort de Gotthard Kettler, ses deux fils Frédéric et Guillaume lui succèdent. Ils divisent le duché en deux autres duchés en 1596 : la partie orientale ou Sémigalle, revient à Frédéric avec pour capitale Mitau ; Guillaume régnant sur la partie occidentale, la Courlande proprement dit, dans sa capitale à Goldingen.
Le duc entretient de mauvaises relations avec les grands propriétaires terriens issus comme lui des chevaliers porte-glaives. Ceux-ci sont soutenus par le suzerain du duché, la Pologne qui voit ici une occasion de reprendre la main dans un duché qu'en réalité elle n'a jamais contrôlé. En 1616, le duc Guillaume est déposé et, l'année suivante, les statuts du duché sont modifiés, renforçant encore la mainmise de la noblesse (germanique) sur le duché. Les villes libres de Courlande sont exclues de la diète ; la Courlande, comme la Pologne avant elle devient une république nobiliaire où la noblesse rassemblée en diète élit son souverain. L'assemblée des chevaliers de Courlande, la Ritterschaft met en place en 1620 un recensement des familles de la noblesse héréditaire de Courlande (en partie pour exclure les parvenus). Guillaume s'exile à l'étranger et la couronne ducale est de nouveau unie sur une même tête, celle de son frère Frédéric.
Après la guerre polono-suédoise (1620-1629), la Suède victorieuse annexe en 1621 la Livonie et l'Estonie (Livonie suédoise) et occupe Mitau. Le reste de la Livonie revient à la Pologne sous le nom de Inflanty. Jacob Kettler est élu duc en 1642, il règne jusqu'en 1681. Son règne correspond au premier âge d'or du duché (qui compte 200 000 habitants à l'époque). Le nouveau duc, en partie élevé hors du duché, est très influencé par la culture occidentale ; il s'entoure pour gouverner de conseillers étrangers et de Courlandais ayant voyagé à l'extérieur. Il poursuit l'œuvre de son oncle Frédéric dans la métallurgie, la construction navale et la production de poudre à canon. Il établit des relations commerciales avec ses voisins, mais aussi la Grande-Bretagne, la France, les Pays-Bas, le Portugal... C'est durant cette période que la Courlande (Jacob Kettler étant aussi très intéressé par le commerce) profitant de l'habileté séculaire des paysans courlandais comme marins (le but initial étant d'améliorer la condition de ces derniers) développe les ports de Windau et Liepāja et fonde des colonies à Tobago aux Antilles en 1652, et sur l'île James au large de la Gambie en Afrique en 1651. Le duché s'enrichit grâce à sa flotte et ses colonies, le duc étant un des plus importants commerçants de son époque. Cette colonisation donne une image internationale au petit duché et illustre le cas d'une petite nation qui essaie de se tailler une part dans le commerce transocéanique, chasse gardée des grandes puissances. Pour assurer sa tranquillité, le duc Jacob multiplie les représentations diplomatiques dans les villes marchandes, telles Stockholm, Dantzig, Berlin, Hambourg, Amsterdam, La Haye et les traités avec les grandes puissances, dont le plus notable est le traité de neutralité, signé en 1654 avec le lord-protecteur d'Angleterre, Oliver Cromwell. Le drapeau courlandais, un crabe noir sur fond rouge, devient très vite connu dans le monde de la marine de commerce.
Cependant, ce succès est terni par les guerres qui ravagent le vieux continent. La Pologne et la Suède se déchirent de nouveau. Cette dernière envahit le duché et l'occupe, le duc Jacob est retenu prisonnier de 1658 au 7 juillet 1660 (traité de paix d'Oliva près de Dantzig). Les deux colonies ont été ravagées et occupées par les Pays-Bas, qui ont détruit les plantations et les manufactures. La paix revenue Tobago est rendue au duché qui la conservera jusqu'en 1689. Le duché tente de reconstruire sa flotte et ses manufactures, mais il ne parviendra pas à retrouver sa prospérité des années 1650-1660. Le duc Jacob meurt en 1682 et son fils Frédéric Casimir lui succède sous le nom de Frédéric II. Si le duché brille encore par son faste, c'est moins à cause de sa puissance, le duc étant peu intéressé par les choses de l'État, que par les fêtes qu'il donne pour lui-même. Il dépense sans compter l'argent du duché accumulé par son père et doit finalement se résoudre, pour éponger ses dettes, à céder Tobago aux Britanniques en 1689. Cet affaiblissement permet à la Pologne de s'immiscer dans la politique intérieure du duché, mais aussi à la Russie de Pierre le Grand qui cherche un débouché maritime sur l'occident. La première Bible traduite en Letton par le pasteur Glück, éditée grâce à l'aide de la couronne suédoise, date de 1689.
À la mort de Frédéric II en 1698, son fils et successeur Frédéric Guillaume n'a que six ans. C'est l'oncle de l'enfant, Ferdinand Kettler, général dans l'armée polonaise, d'une branche de la famille Kettler, reconvertie au catholicisme, qui assure la régence. La énième guerre nordique, cette fois-ci entre la Suède et la Russie, permet à cette dernière de contrôler la Livonie et d'influer sur la politique de la Courlande. Le tsar Pierre le Grand reçoit une promesse de mariage entre Frédéric Guillaume et une de ses deux nièces Anna Ivanovna (fille du frère de Pierre, Ivan V). L'union est célébrée à Saint-Pétersbourg en 1710 mais, sur le chemin du retour, le jeune duc (19 ans) tombe malade et décède en 1711. À partir de cette date, c'est Anna et la Russie qui vont tenir les rênes du duché. Le duc étant mort sans postérité, c'est son oncle Ferdinand, l'ex-régent qui devrait lui succéder. Mais il est catholique et réside à Dantzig ce qui est contraire aux règles d'élection dans le duché. Âgé et de faible constitution, il s'avère incapable de faire valoir ses droits à la couronne ; il est rapidement chassé de Mitau la capitale par les troupes du tsar. Étant aussi sans enfant, sa succession intéresse ses voisins, la Russie et la Pologne, mais aussi une foule d'autres candidats qui n'attendent même pas sa mort pour se manifester. Ferdinand souhaiterait le prince de Hesse-Cassel, la diète de Courlande veut Albert de Brandebourg (soutenu par la Prusse) et la Russie pousse la candidature d'Alexandre Menchikov, le favori du tsar Pierre Ier. La surprise vient du roi de Pologne (qui est aussi Électeur de Saxe pour le Saint-Empire romain germanique). Désireux d'établir son fils bâtard, mais aussi de l'éloigner (il se montre très turbulent), le roi de Pologne propose le comte de Saxe, plus connu sous le nom de Maurice de Saxe. L'idée séduit le comte qui l'accepte. Pour parvenir à ses fins, le mieux est de se faire reconnaître par la diète, et d'épouser Anna, la veuve du dernier duc.
Maurice se rend en Courlande ; avec l'appui d'Anna, il est élu, par la diète réunie à Mitau, duc de Courlande et de Sémigalle (tous les descendants des chevaliers porte-glaives sont là) le 26 juin 1726. La diète de Courlande est dans un premier temps favorable à cette élection qui lui permet de garder son indépendance vis-à-vis de la Pologne, sans toutefois rompre avec elle. Tout semble donc favorable au nouveau duc mais la situation va rapidement se dégrader. La diète de Pologne, (le suzerain de la Courlande) qui a des visées sur le duché refuse de ratifier l'élection. Frédéric-Auguste Ier qui en tant qu'électeur de Saxe avait poussé la candidature de son fils, se voit en tant que roi (élu par cette même diète Polonaise) de Pologne obligé de désavouer son fils, la diète agitant la menace d'une guerre entre la Pologne et la Saxe. La situation s'aggrave encore lorsqu'Anna Ivanovna se rend compte que son fiancé la trompe allègrement avec une chambrière (il semble que Maurice ait été plus attiré par la Courlande et ses richesses que par Anna au tempérament pervers et orgiaque). Il perd sa confiance et son soutien. Maurice espérait par ailleurs obtenir l'approbation de la tsarine Catherine Ire de Russie qui lui était favorable et qui a succédé à Pierre le Grand. Dans un premier temps, fort du soutien de Catherine, il refuse d'obtempérer. Il pense qu'aidé par la noblesse courlandaise et l'armée russe il pourra rapidement défaire l'armée polonaise dont il connaît les points faibles. Mais le revirement en Russie le prive de son principal appui : Catherine a changé d'avis peu avant sa mort et préfère un candidat de la Russie (Alexandre Menchikov) ou son gendre, le duc de Holstein-Gottorp. Catherine fait occuper le duché par ses troupes et envoie Dolgorouki à Mitau en juillet 1726 présenter l'un des candidats (qui n'est plus Alexandre Menchikov) de l'impératrice.
Mais Catherine meurt en 1727. Son successeur, Pierre, n'est qu'un enfant manipulé par les clans de la cour et le très intéressé Alexandre Menchikov qui profite de l'occasion pour arriver à ses fins et s'emparer de la couronne ducale pour son compte. Tout s'accélère : de neutre, la Russie devient agresseur. La diète de Courlande veut éviter la guerre et destitue Maurice qu'elle a élu quelques mois plus tôt. De toute façon, elle a refusé jusqu'ici de voter l'instauration du service militaire ou la création d'une armée permanente contraire aux libertés du duché. Sans crédits, sans véritable pouvoir (Ferdinand réfugié à Dantzig est toujours vivant) Maurice essaye d'organiser la défense d'un duché qui n'est même plus le sien. Alexandre Menchikov envoie le Feld-maréchal Lascy avec 8 000 hommes de troupe occuper le duché. Ils franchissent la Dvina le 12 août 1727 et occupent Mitau sans coup férir. Maurice c'est réfugié sur une île du lac Usmaïz, fortifiée sommairement par ses soins avec trois mois de vivres et 300 soldats (des fantassins et des dragons) recrutés en Hollande. Sans livrer combat, Maurice s'enfuit le 19 août 1727 devant la menace de siège de l'armée russe. Il rejoint le port prussien de Memel. En chemin il tombe sur une escouade de cosaques qui exterminent son escorte ; ce seront les seuls morts de la Guerre de Succession de Courlande qui n'aura pas duré huit jours. Maurice gagne la France où il aura un rôle capital dans les guerres à venir. La guerre dans ce petit duché a bien failli une nouvelle fois embraser l'Europe.
Ferdinand, le dernier de la dynastie des Kettlers (mais il n'est pas duc) s'éteint en 1737. Entre-temps, Anna Ivanovna est devenue impératrice de toutes les Russies à la mort de Pierre II en janvier 1730. Son favori, qu'elle a rencontré en Courlande Ernest Bühren, un ancien palefrenier de son beau-père intrigue à la cour russe et parvient à se faire nommer par elle duc de Courlande à la mort de Ferdinand. La langue de Molière étant à la mode, il a francisé son nom en Biron et sera de ce fait duc sous le nom de Ernst Johann von Biron. Son premier règne est court, il en profite néanmoins pour bâtir avec des subsides de la cour de Russie le palais de Rundale et reconstruire celui de Mitau, berceau de la dynastie Kettler, par le grand architecte italien Rastrelli. La mort d'Anna en 1740 le fait tomber en disgrâce, il doit s'exiler avec toute sa famille en Sibérie. L'éloignement ne l'empêche nullement de gouverner au travers du Conseil ducal avec l'accord tacite de la Pologne. Cette situation déplait aux grands propriétaires terriens qui refusent d'entériner les décrets du conseil. Finalement, le roi Auguste III de Pologne prend parti pour ses derniers et décide d'imposer son fils, Charles, comte de Saxe, sous le nom de Charles-Christian. Le duché se retrouve avec simultanément deux ducs rivaux à sa tête. La situation devient tendue, chaque camp a ses partisans. C'est Catherine II, nouvelle impératrice de Russie à partir de 1762 qui ramène le calme en rappelant Ernst Johann von Biron d'exil en 1763 désavouant ainsi la Pologne et son candidat Charles-Christian. Ce dernier, pour apaiser les esprits, doit toutefois abdiquer en faveur de son fils Pierre en 1769.
Dès lors, le duché n'est plus qu'un pion aux mains de ses voisins la Pologne et la Russie qui chacun entretiennent des factions de leurs partisans au sein du duché. L'épisode trouve un épilogue, lorsque la Pologne, elle-même divisée, est découpée au cours du troisième partage de la Pologne en 1795. Le duc Pierre, contraint et forcé, signe une renonciation par laquelle il remet tous ses droits et prérogatives à la Russie le 28 mars 1795. Le duché de Courlande a cessé d'exister.

## Le pays letton dans l'empire russe (1710-1917)

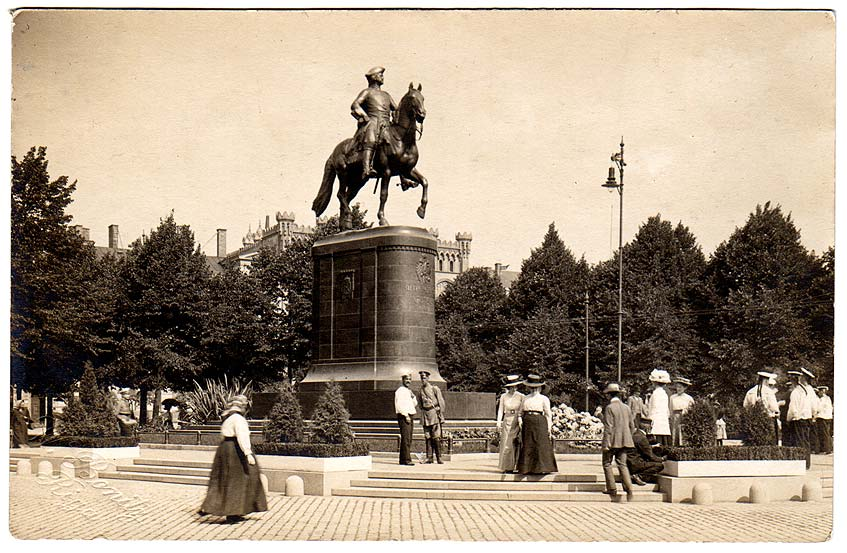
La statue de Pierre le Grand à Rīga, aujourd'hui remplacée par le Monument de la Liberté

### La grande guerre du Nord (1700-1721)

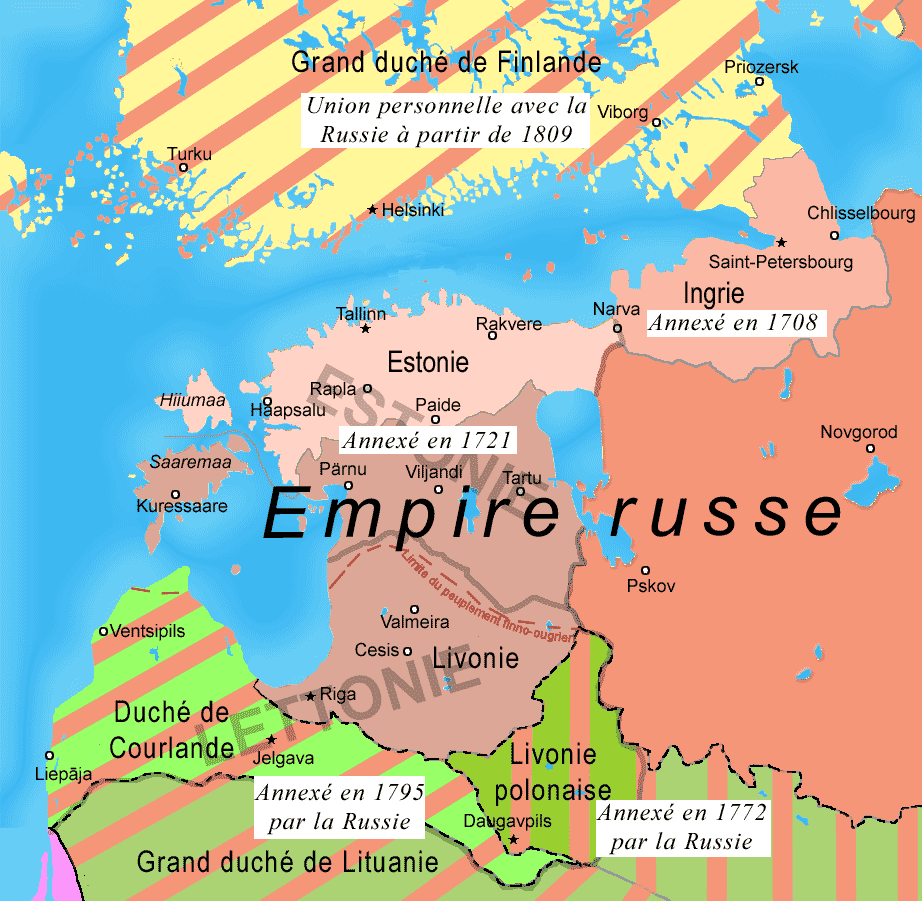
L'Estonie est annexée avec la Livonie dans l'Empire russe à l'issue du traité de Nystad qui conclut la Grande guerre du Nord (1721)

Pierre Ier le Grand, tsar depuis 1682, a de grandes ambitions pour son pays, qu'il veut moderniser en l'ouvrant vers l'Europe occidentale. La réalisation de son dessein nécessite l'ouverture d'une fenêtre sur les côtes de la Baltique, qui sont à l'époque entièrement aux mains de la couronne suédoise. Il va profiter de la position affaiblie de la Suède dans les pays baltes. Une alliance est conclue entre la Pologne-Lituanie, le Danemark, la Saxe et la Russie contre la Suède en 1699. Ce pacte est en grande partie le résultat des intrigues du maréchal de camp balte Johann Reinhold von Patkul ; cet ancien porte-parole de la diète de Livlande s'est fait le porte-parole des opposants aux réformes en 1692 avant de passer dans le camp de la Pologne-Lituanie. La grande guerre du Nord éclate en février 1700. Les troupes saxonnes et polono-lituaniennes pénètrent sur le territoire des pays baltes par le sud mais échouent devant Riga tandis que le roi de Suède repousse une attaque russe contre Narva. Le corps d'armée principal suédois dirigé par Charles XII s'enfonce en Pologne ce qui permet aux troupes russes de pénétrer en Ingrie et dans les pays baltes mal défendus. L'armée russe ravage les campagnes et s'empare de Tartu et de Narva. Le souverain suédois, après avoir pris le dessus sur ses ennemis à l'ouest et leur avoir imposé des traités de paix, se retourne en 1706 contre les Russes avec qui un armistice avait été signé entre-temps. Mais il est complètement défait à la bataille de Poltava en Ukraine en 1709 ce qui permet aux troupes russes de parachever la conquête des territoires baltes en 1710. Le conflit se poursuit notamment en Finlande. Il s'achève en 1721 avec le Traité de Nystad qui confirme l'annexion de l'ancienne Livonie par la Russie.
En 1721, au terme de la grande guerre du Nord, le tsar Pierre Ier le Grand s'empare de la ville hanséatique de Riga et du duché de Livonie suédois (traité de Nystad) afin d'avoir un accès maritime permanent vers l'Europe. Puis la Russie prend possession des provinces restées polonaises au cours du XVIIIe siècle.
La Courlande (Kurzeme), annexée par la Russie à la suite du troisième partage de la Pologne (1795), est regroupée avec l'Estlande et la Livonie dans un ensemble baptisé du mot allemand de Baltikum qui est dirigé à compter de 1801 par un gouverneur russe unique installé à Tallinn

### Le pouvoir de la noblesse germano-balte confirmé
Les nouveaux dirigeants russes n'introduisent aucun bouleversement dans la région. La noblesse germanophone, qui a accueilli favorablement le changement de suzerain, retrouve la position qu'elle détenait avant les interventions des deux derniers souverains suédois : dès 1710, les privilèges des diètes de Livlande et d'Estlande sont ainsi restaurés et les biens confisqués par la couronne suédoise sont restitués aux germanophones. Par la suite, tous les tsars jusqu'à Alexandre II de Russie confirmeront ces droits et la gestion des provinces sera entièrement confiée aux barons baltes qui en échange feront preuve d'un loyalisme sans faille envers le pouvoir russe. La noblesse lettone fournira par la suite de nombreux serviteurs de rang élevé aux souverains russes qui, depuis Pierre le Grand, s'appuient sur une élite intellectuelle et militaire souvent d'origine germanique. Sur le plan religieux et linguistique, les autorités russes n'interfèrent pas avec les pratiques locales contrairement à ce qui se passe dans le reste de l'Empire. Le cadre administratif est légèrement modifié : les provinces de Livlande et d'Estlande sont chacune divisée en 4 districts. Saaremaa est désormais un des districts de Livlande. Le pouvoir russe désigne les deux gouverneurs des régions, généralement des Russes, qui traitent essentiellement des affaires militaires ainsi que les responsables des douanes et les percepteurs d'impôt. Le reste de l'administration est entre les mains des barons baltes. La langue de l'administration et de la justice est l'allemand tandis que celle de l'armée et des douanes est le russe. Les pays baltes sont protégés par une barrière douanière du reste de l'Empire et disposent de leur propre monnaie, le Thaler.

### La condition de la paysannerie auXVIIIesiècle
Profitant de l'autonomie accordée par le pouvoir russe, la noblesse germanophone renforce son emprise sur les terres agricoles. Les mõisad contrôlés à près de 90 % par cette petite caste qui rassemble environ 4 000 personnes, soit 1 % de la population, détiennent 81 % des terres cultivables en Livlande en 1758 et 95 % en Estlande en 1774. Circonstance aggravante, la part de ces terres exploitées par des fermiers installés de manière permanente diminue au profit de celle travaillée par de simples ouvriers agricoles. Comme dans l'ensemble de l'Europe orientale, la condition des paysans se dégrade et vers 1780, le servage concerne près de 96 % des paysans estoniens. Catherine II de Russie, monte sur le trône russe en 1762 avec la volonté de moderniser l'Empire russe. Tout en étant sensible aux idées du siècle des Lumières, elle veut mettre en place un État fort et centralisé. Dans les États baltes, qu'elle visite longuement en 1764, elle cherche à limiter le pouvoir de la classe dirigeante germano-balte. L'année suivante, elle impose aux diètes une série de réformes destinées à limiter le pouvoir des gros propriétaires fonciers sur leurs paysans tout en reconnaissant à ceux-ci certains droits. Mais l'impact des mesures est faible du fait de la résistance passive des possédants et de l'imprécision des textes. Par contre, Catherine II réussit à mettre sur pied un réseau relativement dense d'écoles : en 1787 il y en a 223 en Estlande et 275 en Livlande du nord. À la même époque, l'implantation d'un demi million de paysans allemands dans la région est étudiée mais ceux-ci, faute de terres disponibles et face à la résistance de la noblesse germano-balte, sont installés finalement sur les rives de la Volga.
Un nouveau train de réformes est engagé par les autorités russes dans les années 1780 supprimant certains particularismes de la région : les barrières douanières entre celle-ci et la Russie sont supprimées, le thaler est remplacé par le rouble et les Baltes sont désormais soumis à l’impôt commun, la capitation russe. Les effectifs de l'appareil administratif augmentent fortement et se russifient. Le découpage de la province est remanié et un seul gouverneur, siégeant à Riga, dirige à la fois l'Estlande et la Livonie. Les propriétaires même non nobles peuvent désormais siéger aux diètes et dans les conseils municipaux. Des tribunaux pour les paysans sont créés à côté de tribunaux réservés aux bourgeois et aux nobles. Enfin, une réglementation limite le pouvoir de la noblesse sur ses serfs.

### L'influence du mouvement piétiste
Au début des années 1700 un mouvement piétiste fondé en Bohême par le comte Nikolaus Ludwig von Zinzendorf, la prédication des frères moraves, s'implante dans les pays baltes. Ce mouvement religieux issu du luthéranisme met l'accent sur l'approfondissement de la spiritualité personnelle. Il se répand d'autant plus facilement que l'empire russe se désintéresse des croyances religieuses de ses sujets non orthodoxes et que la hiérarchie religieuse luthérienne ne s'est pas relevée de la disparition de sa tutelle suédoise. Entre 1710 et 1740 le mouvement piétiste prend le contrôle de l'ensemble des paroisses religieuses du nord de la Lettonie. Le piétisme impose la lecture de la Bible au moins une fois par an. Cette nouvelle pratique nécessite donc la maitrise de la lecture par les paroissiens. Pour pallier l'absence de système d'enseignement du letton, l'apprentissage de celui-ci se fait à la maison sous la conduite de parents instruits. Ce système donne des résultats remarquables. En 1743 la diète de Livlande interdit la prédication morave qui menace par son égalitarisme l'ordre établi. L'interdiction est levée en 1764 mais entretemps le mouvement religieux, en proie à des dissensions internes, s'est affaibli. Toutefois l'influence de son enseignement persiste comme l'égalitarisme qui permettra l'implantation rapide des idées démocratiques, le puritanisme ainsi que l'habitude de chanter dans des chorales.

### L'abolition du servage et les mutations agricoles (1819-1861)
Les idées de la Révolution française de 1789 impulsent partout en Europe un vent de réformes. Dans les régions baltes leur effet se conjugue avec la montée sur le trône russe en 1801 d'Alexandre Ier de Russie un souverain plus ouvert que son prédécesseur. Les premiers changements apparaissent en Estlande au début du siècle mais les textes libérant la paysannerie du servage ne sont adoptés qu'en 1819 pour la Livonie, en 1817 pour la Courlande et la Zemgale mais seulement en 1861 en Latgale qui fait à l'époque partie de la Russie. Ces lois instituent des assemblées paysannes au niveau des vallads élues par la petite minorité de paysans qui a pu accéder à la propriété ; l'assemblée est chargée de régir les relations de l'ensemble de la communauté paysanne avec la noblesse foncière (contrats de fermage) et avec l'État (impôt, conscription militaire) ainsi que de gérer notamment l'école et l'assistance aux démunis. Ces lois mettent fin à un rapport féodal entre grands propriétaires terriens et paysans lettons et permettent également à ces derniers de porter un patronyme. Une période de transition d'une dizaine d'années est prévue et c'est seulement vers 1830 que les paysans obtiennent le droit de quitter la terre qu'ils travaillent pour s'installer ailleurs. La noblesse terrienne conserve un pouvoir important : c'est elle qui convoque les assemblées, en contrôle les comptes et elle peut continuer à appliquer des châtiments corporels en cas de non-respect des contrats. Une réforme agraire, définie par des représentants de la noblesse terrienne libérale et des représentants du tsar, est promulguée en 1849 et appliquée entre 1856 et 1865 : elle permet aux paysans de racheter les terres qu'ils cultivent mais peu en profitent car les conditions sont peu avantageuses.
L'agriculture lettone traverse une période difficile. La chute des cours des céréales dans les années 1820 ainsi que la perte du monopole des pays baltes sur la production de la vodka entraine une reconversion partielle dans l'élevage de moutons pour la production de laine qui est ensuite filée dans les manufactures construites à Riga et à Tartu mais la concurrence du coton américain met fin vers 1850 à cette diversification. La culture de la pomme de terre se généralise d'abord pour alimentation du bétail puis pour celle de l'homme et enfin comme matière première pour la production de vodka. La mécanisation croissante et l'utilisation d'engrais, pousse vers les villes et surtout Riga les paysans sans terre qui ne trouvent plus de travail. Le phénomène est accéléré par une série de mauvaises récoltes dans les années 1840 qui entraine la perte d'une grande partie du bétail et un début de famine.

### L'éveil national letton auXIXesiècle
L'éveil national letton (en)  est un processus très graduel qui se déroule tout au long du XIXe siècle.
Durant la seconde moitié du siècle, le réveil national letton (en) est animé par le mouvement néo-romantique Jeunes Lettons ou Lettophiles. 
De cette époque datent également le festival estonien de la chanson (1869) et le festival national letton des chants et de danses (1873), partie des célébrations de chants et danses baltes (liste du patrimoine culturel immatériel de l'humanité en Lettonie, 2008).

### L'industrialisation duXIXesiècle

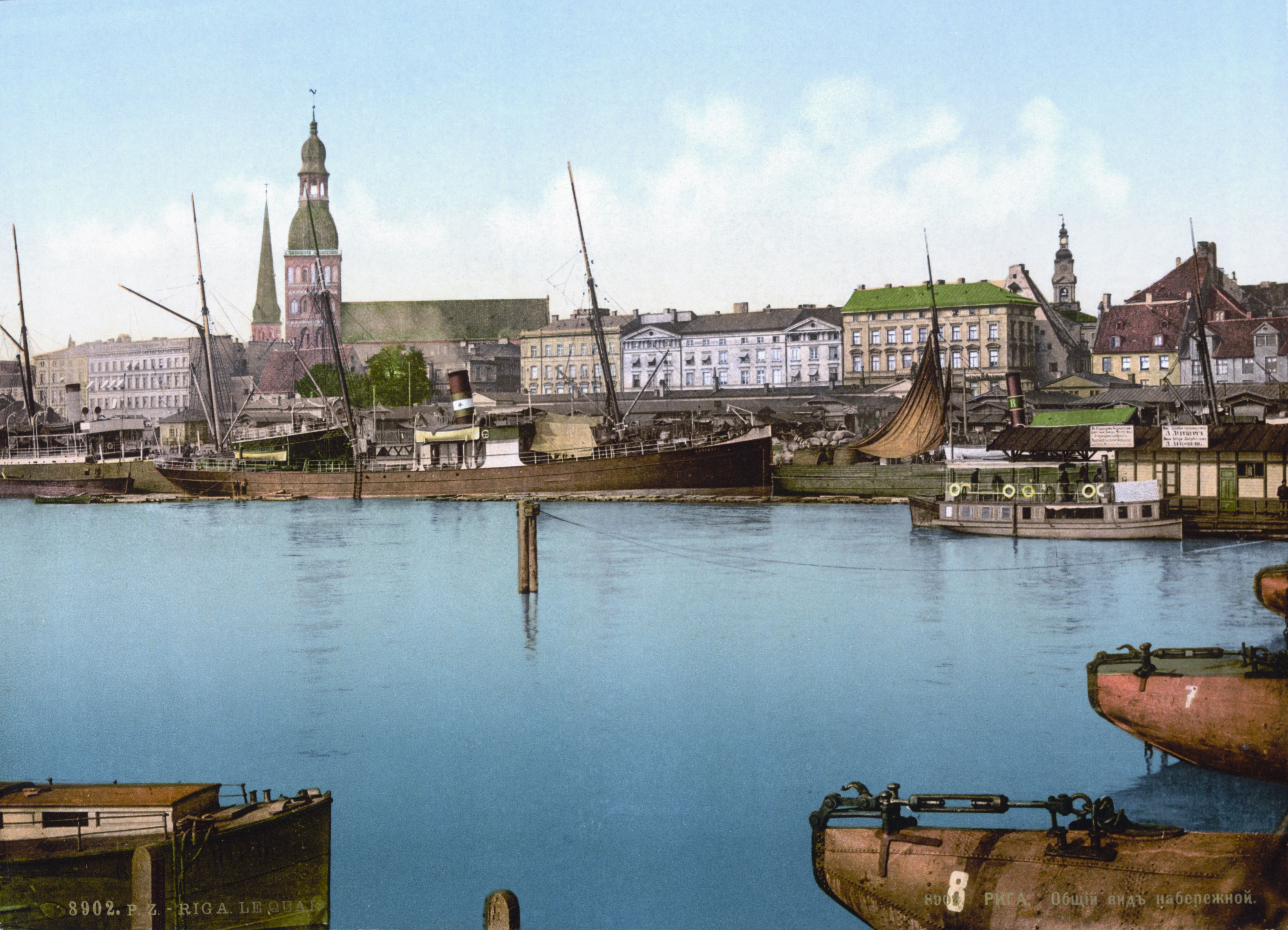
Les quais de Riga à la fin du XIXe siècle

L'abondance de la main d'œuvre libérée par l'abolition du servage et l'esprit d'entreprise de la minorité germano-balte facilitent le développement industriel au XIXe siècle. Les premières manufactures apparaissent à Riga dans les années 1820 : scieries et filatures utilisant des métiers à tisser mécaniques. Dans les années 1850 la ville emploie près de 5000 ouvriers dans 55 manufactures dont certaines destinées à la construction de machines. Des chantiers navals sont également créés à Liebau (Liepaja) et Windau (Ventepils) tandis que l'une des plus grandes papeteries de Russie est fondée à Wenden (Cesis). Le gouvernement tsariste développe les liaisons ferroviaires à voie large vers la Russie et à écartement standard vers l'ouest : la première ligne Riga-Dünabourg (Daugavpils) est inaugurée en 1861 et en 1877 700 km de voies ferrées sont posées sur le territoire letton. Riga est à la fin du siècle la troisième ville industrielle de l'empire russe et compte quelques entreprises remarquables comme l'usine balto-russe qui sera la première à fabriquer des avions et des automobiles en Russie, l'usine Felze et Cie de construction de machines et l'usine Provodnik qui inaugure la fabrication d'objets en caoutchouc. Riga est devenu le deuxième port de Russie pour le trafic de marchandises. La flotte de guerre russe de la Baltique à Liepaja entraine le développement d'arsenaux et d'industries légères pour répondre aux besoins de nombreux militaires et marins. Une ligne transatlantique relie Liepaja à New York : elle sera empruntée par de nombreux migrants fuyant la répression tsariste ou les pogroms. À la fin du siècle, l'industrie emploie 90 000 personnes sur le territoire letton

### La tentative derussification(1885-1904)
La naissance de l'Empire allemand en 1871, au nationalisme agressif, contribue à modifier le regard que portent les dirigeants russes sur les États baltes. Les Germano-baltes ne sont pas insensibles à la naissance d'une nation allemande moderne et forte. Par ailleurs, la révolte polono-lituanienne de 1863 entraine un regain de méfiance d'Alexandre II vis-à-vis des peuples situés sur les marges occidentales de l'Empire russe. Le courant de pensée panslaviste, réponse au pangermanisme allemand, se développe en Russie : au sein de l'empire, certains souhaitent renforcer l'identité russe des régions peuplées de non-Russes. Mais cette idéologie, qui prône la naissance d'un État-nation russe est peu compatible avec le fait que les Russes ne représentent que 43 % de la population de l'empire (en 1897) et a, de ce fait, peu d'influence sur la politique des dirigeants russes. Toutefois, à la suite de l'assassinat d'Alexandre II en 1881, qui marque un coup d'arrêt à une période de réformes, Alexandre III adopte en partie les thèses des panslavistes. Il refuse de reconduire les privilèges des Germano-baltes et donne comme instruction aux nouveaux gouverneurs des provinces baltes de renforcer la présence de l'État russe. Le russe devient la langue de l'administration et de la justice. Les fonctionnaires russophones remplacent les germanophones. Le pouvoir encourage les conversions à la religion orthodoxe et fait construire des églises orthodoxes. Les écoles primaires passent en 1885 sous l'autorité du ministère de l'Éducation. Le russe devient progressivement la langue obligatoire sur l'ensemble du cursus scolaire. Des enseignants russophones remplacent les maitres d'école ne maitrisant pas suffisamment le russe pour enseigner dans cette langue. À l'université de Tartu (la ville est rebaptisée Iouriev son nom russe d'origine), la majorité des enseignants, germanophones, est remplacée par des russophones. Les Germano-baltes sont pratiquement exclus de tous les postes où ils occupaient une position dominante depuis des siècles.

### La révolution de 1905

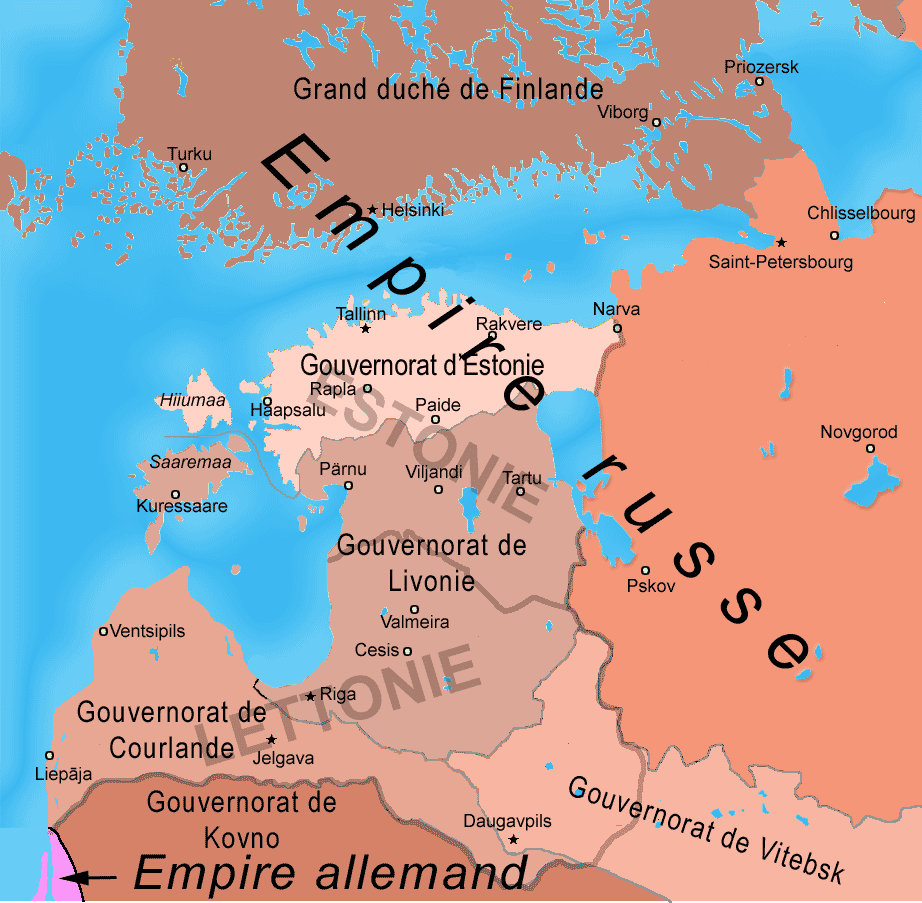
La Lettonie dans l'empire russe à la fin du XIXe siècle

La révolution russe de 1905 éclate pendant la guerre russo-japonaise de 1904-1905, dans un contexte de démoralisation militaire et de crise économique et sociale. Son déclenchement (Dimanche rouge (janvier 1905)) est suivi de mouvements de grèves et de manifestations en pays letton analogues à ce qui se passe au même moment dans le reste de l'empire. Le terrain est particulièrement favorable à Riga, devenu troisième centre industriel de Russie et qui rassemble un prolétariat important. Une grève générale est décrétée le 12 janvier dans la ville par des groupes révolutionnaires. Le 13 janvier, la troupe tsariste tire sur une manifestation qui s'y déroule faisant 73 morts et 200 blessés. Quelques jours plus tard, Nicolas II tente de calmer les esprits en autorisant la liberté de réunion et la soumission de propositions de réforme. Durant les deux mois suivants, le gouvernement russe abandonne la politique de répression et de censure. Mais les violences gagnent les campagnes. Les paysans s'en prennent aux propriétés de la noblesse, en saccageant les bâtiments et en détruisant les récoltes. Les grands propriétaires, en réponse, créent des armées privées pour défendre leur domaine. Le 12 octobre, une grève générale est de nouveau décrétée à Riga. L'empereur, qui doit faire face à des troubles similaires sur tout le territoire de l'empire, promet par un rescrit du 17 octobre d'organiser sur le territoire de l'empire russe, y compris les pays baltes, des élections au suffrage universel et autorise les partis politiques. Le parti social-démocrate letton, devenu légal, organise un congrès qui rassemble 1000 délégués qui débattent des mesures d'autonomie. Mais le tsar se lasse de l'agitation qui continue malgré ses engagements. Le 10 décembre 1905, il décrète la loi martiale sur l'ensemble des pays baltes. En réaction, des milices populaires menées par des bolchéviks[réf. nécessaire] venues souvent de la capitale attaquent les petites garnisons, les propriétés des Germano-baltes, les administrations et les banques. La répression des troupes tsaristes renforcées par les milices privées est particulièrement brutale : plus de 3000 personnes sont exécutées sans jugement et un nombre encore plus important est condamné à des peines de prison, de travaux forcés ou exilé en Sibérie. La répression est particulièrement forte en Livonie et en Courlande. Les premières élections à la Douma d'État qui ont lieu en 1906 permettent aux Lettons de faire leur premier pas dans l'arène politique. Mais plus de 5 000 Lettons fuient l'oppression tsariste au cours des années suivantes : ils forment le noyau de la diaspora lettone.

## La Première Guerre mondiale

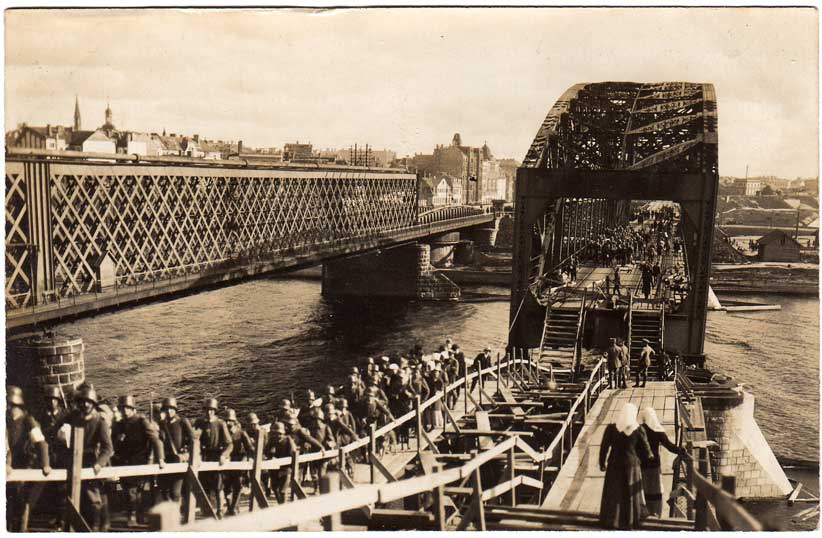
L'infanterie allemande traverse la Daugava près de Riga (1917)

Le 1er août 1914, l'Empire allemand déclare la guerre à l'Empire russe. La majorité des Lettons, face à la perspective d'être annexés par l'Allemagne, soutient massivement l'effort de guerre russe sur le front de l'Est. Après quelques succès initiaux, les troupes russes sont battues à la bataille de Tannenberg. Les pertes humaines sont sévères, y compris pour les soldats d'origine lettone qui comptent 10 000 victimes. L'armée allemande entre en Courlande et menace Riga. En mai 1915, les villes lettones de Liepāja, Talsi, Tukums et Ventspils sont occupées. La prise de Mitau (Jelgava) est retardée jusqu'en août par l'action courageuse de troupes territoriales lettones mal armées puis le front se fige. Au cours de l'été 1915, 600 000 Courlandais et une grande partie de l'outil industriel de la région ont été évacués au nord de la Daugava, en Livonie et en Russie conformément à la politique de la terre brûlée imposée par les dirigeants russes mais également par crainte des exactions des troupes allemandes. Des bureaux de secours aux réfugiés sont ouverts à Pétrograd et à Moscou pour s'occuper des Lettons chassés par la guerre. À la demande de Janis Goldmanis, député de la Courlande à la Douma, le gouvernement russe accepte la formation d'unités de tirailleurs lettons qui reçoivent pour mission de tenir le front de Courlande. Fin 1915 ces troupes prouvent leur valeur en repoussant une première offensive allemande. Pour soulager le front ouest qui subit un violent assaut à Verdun, l'armée russe lance plusieurs offensives au printemps 1916 puis au cours de l'été et à la fin de l'année. Les tirailleurs lettons y jouent un rôle important. Mais les succès initiaux qu'elles remportent au prix de lourdes pertes, ne sont pas exploitées par l'état-major russe et le mécontentement gagne ces troupes d'élite.

### La révolution russe et la prise de pouvoir des bolchéviks
L'effondrement du régime tsariste en quelques jours en février 1917, surprend tous les acteurs. La révolution qui s'ensuit est au début, en pays letton comme dans le reste de l'Empire russe, peu violente car les forces de l'ordre refusent de défendre le régime. Le gouvernement provisoire du prince Lvov à Pétrograd nomme un gouverneur d'origine lettone à la tête de la Livonie. De nouveaux partis représentant les différents courants de pensée politique, apparaissent, dont l'Union agraire lettone, le parti populaire latgalien. Tous les partis, sauf le parti bolchévik hostile au nationalisme, demandent une autonomie accrue pour la Lettonie. De nouvelles instances administratives sont créées au niveau des régions lettones : en Latagale, le conseil provisoire décide, après d'intenses débats, de quitter le gouvernement de Vitebsk pour se rattacher à l'ensemble letton. De nombreux comités exécutifs se forment un peu partout dans les villes et les campagnes à l'initiative du parti bolchévique. La propagande de ceux-ci chez les tirailleurs lettons est particulièrement intense : les soldats sont incités à déposer les armes. En mai 1917, les tirailleurs lettons, représentés par leur conseil des délégués, se rallient au parti bolchévique et certains d'entre eux constitueront par la suite la garde personnelle du dirigeant bolchévique Lénine. Au cours des élections locales organisées par le gouvernement provisoire russe sur le territoire letton qui n'est pas occupé par les troupes allemandes, le parti bolchevik obtient la majorité. Il décide de rassembler à Riga les conseils et forme en juillet 1917 un conseil exécutif des travailleurs, des sans-terre et des soldats (Iskolats).
Mais les armées allemandes reprennent l'offensive et malgré une défense désespérée des troupes lettones occupent Riga en septembre 1917. Cependant à Pétrograd, le gouvernement provisoire russe qui tarde à mener à bien les réformes attendues et veut poursuivre la guerre avec l'Allemagne perd tout soutien populaire. Lénine parvient à prendre le pouvoir en profitant de la faiblesse de l'opposition le 7 novembre 1917 (calendrier grégorien) et décide de négocier immédiatement la paix avec l'Allemagne. Un armistice est signé en décembre tandis que l'armée russe se débande : les soldats veulent rentrer chez eux et massacrent dans certains cas leurs officiers.
Les représentants des partis et organisations lettones, à l'exception notable du parti bolchevik et du parti socialiste-révolutionnaire, se réunissent clandestinement à Valka le 17 novembre 1917. Ils nomment un Conseil national provisoire. Fin janvier, n'espérant plus rien du pouvoir russe, ils décident de demander l'indépendance pour la Lettonie dont le territoire englobe la Courlande, la Zemgale, la Letgale et le sud de la Livonie : le régime du nouveau pays devra être déterminé par une assemblée constituante (Saeima) élue par les Lettons. Au même moment l'élection de l'assemblée constituante russe qui doit décider du futur régime et que Lénine n'a pas empêchée, a lieu dans l'ensemble du territoire de l'empire. Les bolchéviques n'ont que 25 % de délégués et dissoudront l'assemblée en janvier 1918, quelques jours après son ouverture, sans susciter de réaction : Lénine a alors rempli les deux principales attentes du peuple russe en entamant les pourparlers de paix avec l'Allemagne et en organisant la redistribution des terres aux paysans. Les Lettons en territoire contrôlé par l'armée russe votent à 72 % pour les bolcheviks.
Trotski, qui mène au nom de la Russie bolchévique les négociations avec les Allemands depuis novembre, tente de temporiser car les conditions imposées par l'Allemagne sont particulièrement dures. Le commandement allemand fait alors avancer ses troupes en territoire russe et occupe notamment l'ensemble de la Livonie. Finalement sous la pression de Lénine, lucide sur les capacités de l'armée russe, le traité de Brest-Litovsk est signé en mars 1918 : la Russie doit céder plus d'un quart de son territoire, notamment l'Ukraine, la Pologne, la Finlande et la Lituanie; en ce qui concerne le territoire letton la Courlande et la Sémigalie sont placées sous l'autorité allemande, la Latgale est rattaché au territoire russe tandis que les habitants de la Livonie (et de l'Estlande en pays estonien) sont invités à opter pour un des deux camps.
L'occupation allemande de l'Estonie dure neuf mois, jusqu'à la défaite de l'Empire allemand en novembre 1918. Les Germano-baltes reprennent les commandes de la région sous la tutelle des autorités militaires allemandes. Les nouveaux dirigeants germanophones mettent sur pied en avril un Conseil national (Landesrat) représentant les trois provinces baltes et qui est composé de 35 élus germano-baltes (pour les 3 régions) et de représentants choisis dans les communautés baltes placés sous étroite surveillance. L'assemblée propose à l'empereur Guillaume II d'Allemagne la séparation avec la Russie de la Livonie et de l'Estlande et de créer un grand-duché balte (Duché balte uni) sur le territoire du Baltikum. Le pouvoir allemand qui a pris d'autres engagements dans le cadre du traité de paix avec la Russie et qui a une confiance limitée dans les dirigeants locaux ne donne son accord qu'en septembre : la création du Duché balte uni est proclamée en novembre au moment même où l'Empire allemand s'effondre sous la pression des armées alliées sur le front ouest.

### La guerre d'indépendance de la Lettonie (1918-1920)
La défaite allemande et l'armistice qui s'ensuit le 11 novembre 1918 modifient complètement la donne. Les partis démocratiques lettons se réunissent le 17 novembre à Riga, toujours occupée par les troupes allemandes, et affirment que le comité est le seul pouvoir légal en Lettonie jusqu'à l'élection d'une assemblée constituante. Kārlis Ulmanis, de l'Union paysanne, est élu chef du gouvernement ; le 18 novembre l'assemblée déclare solennellement l'indépendance de l'État de Latvie (transcription française de l'époque) dans ce qui est aujourd'hui la salle du théâtre national. Néanmoins le gouvernement bolchévique réagit immédiatement à la défaite allemande : les tirailleurs lettons ralliés à la cause bolchévique pénètrent en territoire letton : les troupes allemandes qui, selon les termes de l'armistice, doivent de manière temporaire maintenir l'ordre, sont touchées par la propagande bolchévique : ils cèdent le terrain sans résister et en abandonnant leur armement. La nouvelle république lettone n'a aucune troupe à opposer. Les tirailleurs lettons occupent rapidement la Latgale et la Livonie. Les Bolcheviks proclament le 17 décembre 1918 la république soviétique socialiste de Lettonie sous la présidence de Pēteris Stučka. Celui-ci installe son gouvernement à Valka, puis à Riga lorsque celle-ci est prise par les Bolchéviques le 3 janvier 1919. Stučka fait adopter le 15 janvier 1919, une constitution calquée sur la Russie bolchévique, se proclame Président et Premier ministre, et instaure régime dictatorial : les opposants et les ennemis de classe sont pourchassés et dans certains cas exterminés, les entreprises et les exploitations agricoles nationalisées entrainant une forte désorganisation et une famine dans Riga qui entraine le décès de plusieurs milliers d'habitants.
Le gouvernement d'Ulmanis qui s'est réfugié à Libau, dernière enclave à ne pas être occupée par les bolchéviques, ne dispose début janvier que de 300 hommes à opposer aux troupes bolchéviques. Il décide, contre l'avis d'une partie du conseil national, de faire appel aux Allemands en promettant la nationalité lettone et des terres aux volontaires. Ceux-ci sont nombreux et renforcés par des unités de l'armée allemande en déroute forment la Division de fer dont les effectifs atteignent 10 000 hommes. Le général allemand Rüdiger von der Goltz prend leur tête et chasse les troupes bolchéviques de la Courlande et de la Zemgale tandis qu'un bataillon letton de 1 600 hommes, qui avait jusque-là été coupé du gouvernement provisoire par l'avancée de l'Armée Rouge, fait reculer celle-ci au nord de la Daugava avec l'aide des troupes estoniennes avec lesquelles une alliance a été passée. Mais Rüdiger von der Goltz et les barons germano-baltes, appuyés en sous-main par le nouveau gouvernement allemand décident de renverser le gouvernement provisoire letton et mettent en place un gouvernement fantoche dirigé par le pasteur Andrievs Niedra. Le gouvernement Ulmanis doit trouver refuge sur les bateaux de la coalition alliée qui organisent le blocus de Libau. La Division de fer repasse à l'offensive et a rapidement le dessus sur les troupes bolchéviques, désorganisées et mal entraînées. Le 23 avril 1919, les troupes allemandes prennent Riga, où ils massacrent toutes les personnes soupçonnées de sympathie bolchéviques faisant 4 000 morts, en représailles de massacres perpétrés par les rouges sur de nombreux ressortissants allemands avant leur fuite. Stučka s'enfuit et va se réfugier en Russie.
Von der Goltz fait ensuite avancer ses troupes vers la Livonie, sous prétexte de chasser les bolchéviques, mais en réalité pour en découdre avec les forces lettones fidèles au gouvernement provisoire et leurs alliés estoniens. La Division de fer est défaite par les troupes baltes au cours de la bataille de Wenden le 22 juin 1919. L'armée allemande doit reculer jusqu'à Riga. Alors que le traité de Versailles est ratifié le 23 juin, les alliés imposent le rétablissement dans ses fonctions du gouvernement provisoire et un arrêt des combats. Les membres de la Division de fer qui ne sont pas nés en Lettonie doivent rentrer en Allemagne tandis que les unités allemandes d'origine autochtones sont placées sous commandement letton. Mais von der Goltz ne renonce pas et décide de se mettre au service des armées des Russes blancs. Il reconstitue en Courlande un corps d'armée de 24 000 hommes, les corps francs, composé de volontaires allemands, d'unités du 6e corps allemand et de 6 000 hommes de la Division de fer. Sous prétexte de soutenir l'offensive du général russe blanc Youdenevitch contre Petrograd, il fait marcher ses troupes en octobre 1919 sur Riga. Après avoir occupé les faubourgs défendus par de maigres effectifs lettons, il est finalement repoussé par les tirs des canons de la flotte alliée qui, exaspérée par le double jeu allemand, a décidé d'intervenir. Les corps francs, repoussés par les troupes lettones puis battus par les troupes lituaniennes le 11 novembre, se réfugient en Prusse en laissant derrière eux un sillage de destruction et de meurtres.
Le gros de l'armée lettone déclenche l'offensive début janvier 1920 en Latgale occupée par les troupes bolchéviques. Les tirailleurs lettons, de l'Armée Rouge dont la fidélité n'est plus aussi sûre, ont été envoyés sur d'autres fronts et l'armée lettone affronte des troupes russes. Celles-ci sont progressivement repoussées et début février l'ensemble du territoire letton est reconquis. Depuis septembre 1919 les dirigeants russes, dont les armées sont engagées sur de multiples fronts, souhaitent signer un armistice. Après de longues discussions avec les deux autres États baltes pour définir une position commune vis-à-vis de la Russie et régler des contentieux frontaliers, la Lettonie signe le 11 août 1920 le traité de Rīga par lequel la Russie reconnait la république de Lettonie et renonce définitivement à toute revendication territoriale. Par ailleurs le gouvernement letton conclut un accord avec l'Allemagne, par lequel la Lettonie renonce à exiger des compensations pour les dommages commis par les armées allemandes en échange de l'abandon des indemnités pour la nationalisation des terres des propriétaires germano-baltes. Cet accord ne sera jamais ratifié par l'Allemagne.

## La république de Lettonie (1920-1940)
- République de Lettonie (1918-1940)

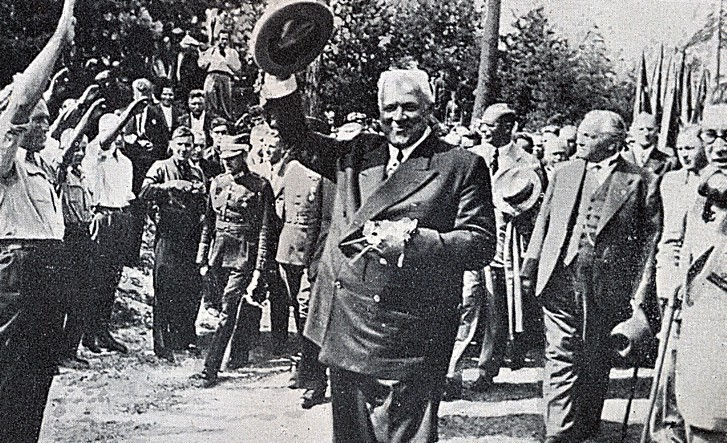
Kārlis Ulmanis, premier ministre (1918-1921, 1931, 1934-1940) et président (1936-1940) de la république de Lettonie

### La mise en place des institutions
Les puissances alliées étaient réticentes à reconnaitre les États baltes car cela pouvait être une source d'obstacles à la restauration d'un État russe après le départ espéré des bolchéviques et la viabilité de ces nations leur semblait douteuse. Elles reconnaissent néanmoins de jure la Lettonie le 26 janvier 1921 et acceptent en septembre 1921 son entrée à la Société des Nations. Le nouvel état organise l'élection d'une assemblée constituante au suffrage universel proportionnel direct dès que le territoire a été libéré de ses différents occupants. Celle-ci se réunit pour la première fois le 1er mai 1920 à Riga. Elle comprend 150 députés répartis entre 16 partis : les sociaux-démocrates (57 élus), l'Union agraire (26 élus), les partis latgaliens (24 députés) sont les formations les plus importantes. Le parti bolchévique qui ne veut pas reconnaitre l'État letton n'a pas pu participer à l'élection. Jānis Čakste, de l'Union agraire, qui a présidé le Conseil national provisoire et dont les talents d'organisateur ainsi que les capacités juridiques et politiques font l'unanimité, est nommé président tandis que Karlis Ulmanis est nommé premier ministre. L'assemblée s'attelle immédiatement à la définition de la Constitution et au dossier de la réforme agraire.

### La vie politique dans l'entre-deux-guerres

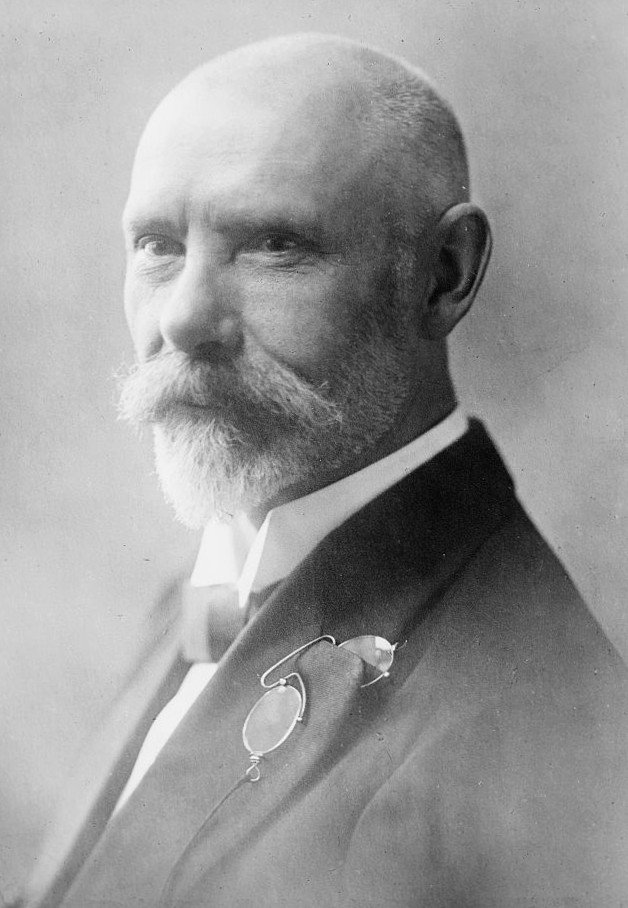
Jānis Čakste président de Lettonie en 1926

La nouvelle Constitution, adoptée le 15 février 1922, opte, comme l'Estonie voisine, pour un régime parlementaire proche des principes démocratiques, se révèlera difficile à mettre en pratique en temps de crise et aussi à cause de l'immaturité politique de ce pays neuf. Le pouvoir législatif est détenu par une chambre unique de 100 représentants, la Saeima, élue pour 3 ans au scrutin proportionnel. Le chef d'État, qui est élu pour trois ans par le parlement, choisit le chef de l'exécutif, représente la Lettonie dans le pays et à l'étranger et peut demander la dissolution du parlement en lançant un référendum. Les citoyens disposent de droits étendus dont ceux de pouvoir lancer des référendums populaires à condition de recueillir suffisamment de signatures (10 % du corps électoral). Le pouvoir exécutif est confié au premier ministre et à ses ministres qui sont responsables devant le parlement. Le pouvoir judiciaire et le pouvoir exécutif sont en théorie indépendants mais sont en réalité tributaires des décisions de l'assemblée et donc de l'arbitraire des partis.La première assemblée (Saiema) est élue début 1922. Le scrutin de liste proportionnel favorise l'éparpillement des voix : les 100 élus se répartissent entre 19 partis, où dominent les sociaux-démocrates (30 élus) et l'Union agraire (17 élus). La multiplication des partis caractérise la vie politique lettone durant toute la période : elle entraine la formation de coalitions instables qui paralysent l'action de l'exécutif.
C'est ainsi qu'entre 1922 et 1934, quatre assemblées sont successivement élues et donnent 13 gouvernements : le scrutin de liste proportionnel à un tour facilite la multiplication des partis et la part des grandes formations (Sociaux démocrates et Union Paysanne) s'érode au fil des élections. L'Union paysanne (de 17 sièges en 1922 à 14 sièges dans la dernière assemblée), à droite, fournit 10 premiers ministres et trois des présidents tandis que le parti social-démocrate (de 30 à 21 sièges) est généralement dans l'opposition. L'élaboration d'une coalition nécessite de nombreux marchandages mais l'executif parvient, dans ces conditions difficiles, à doter en quelques années la Lettonie d'un ensemble d'institutions performants : administrations, réseau d'écoles primaires, code de la nationalité protégeant les minorités, assurance sociale.
La Grande Dépression (1929) frappe la Lettonie comme le reste du monde au début des années 1930. La crise économique et l'inefficacité apparente du régime, paralysé par les querelles de personnes, la multiplication des partis et la fragilité des coalitions, favorise le mécontentement des populations. Les partis nationalistes réclament un régime autoritaire, comme celui d'Antanas Smetona dans la Lituanie voisine mis en place en 1926 et qui semble faire preuve d'efficacité face à la crise. Les plus extrémistes créent la Pērkonkrusts qui réclame l'exclusivité des postes de responsabilité pour les Lettons de souche et a un programme ouvertement antisémite. L'Union Agraire propose de renforcer le rôle du président : celui-ci doit être élu au suffrage universel et avoir le pouvoir de dissoudre l'assemblée parlementaire. Seule la première proposition est acceptée. Finalement dans la nuit du 15 au 16 mai 1934 le président Ulmanis, avec l'appui du ministre de la guerre, Jānis Balodis, et des chefs de la Garde Nationale (Aizsargi) réalise un coup d'État,. Il fait arrêter les principaux dirigeants des partis d'opposition, renvoie le parlement, suspend la constitution pour « éviter les désordres dans le pays » et proclame la loi martiale pour 6 mois. Les mouvements de protestation, de faible ampleur, sont réprimés par l'armée sans effusion de sang. Ulmanis constitue un nouveau gouvernement dont il choisit les membres et qui mène une politique d'union nationale avec un retour aux valeurs traditionnelles, la création de corporations. Le régime dont le programme s'apparente à celui de bien des régimes fascistes qui apparaissent partout en Europe à l'époque, ne constitue toutefois pas un régime totalitaire car Ulmanis n'a pas le tempérament d'un dictateur. La majorité de la population accueille favorablement le changement car elle fait confiance à l'intégrité d'Ulmanis. Il gardera le pouvoir jusqu'en 1940.

## La Seconde Guerre mondiale

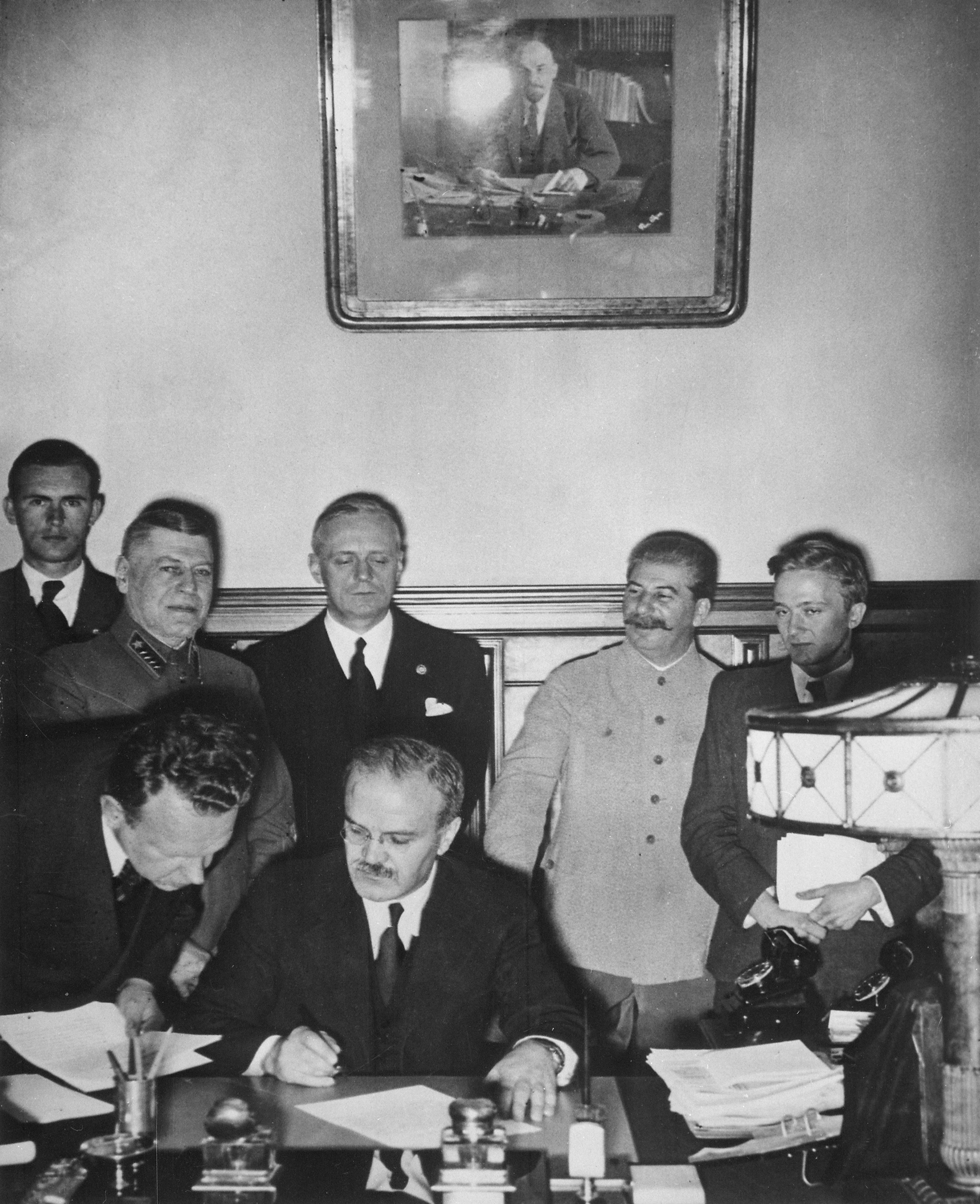
Signature du pacte par Molotov. Ribbentrop est à la droite de Staline en arrière-plan.

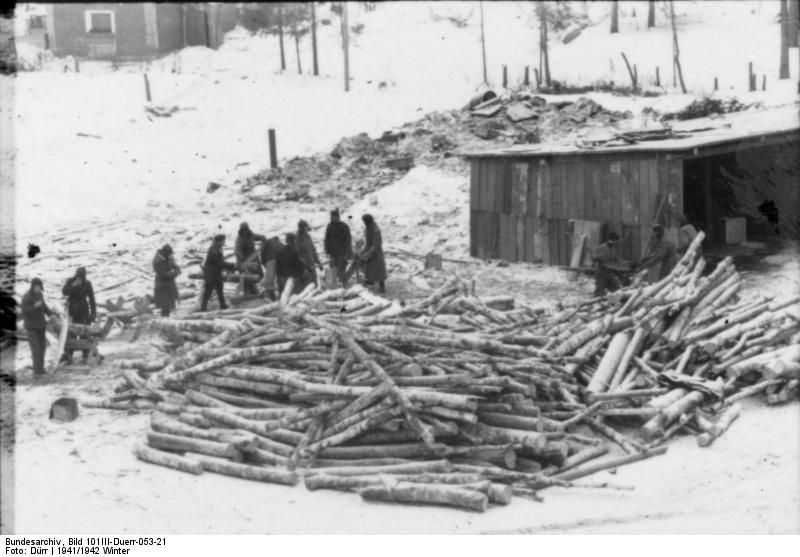
Le camp de Salaspils, où officièrent comme gardes des membres du Sonderkommando Arājs.

### La première occupation soviétique (1940-1941)
- Occupation soviétique de la Lettonie en 1940, Occupation soviétique des États baltes (1940), Occupation et annexion des pays baltes

Peu après l'échec des négociations entre l'Union soviétique d'une part et la France et le Royaume-Uni d'autre part, l'Allemagne nazie et l'URSS signent le 23 août 1939 le Pacte germano-soviétique. Outre un accord de non-agression, ce traité comporte des clauses secrètes délimitant les zones d'influence de l'Allemagne et l'URSS. Les dirigeants soviétiques n'ont pas accepté l'indépendance des pays baltes qui prive l'Union Soviétique d'un accès à une mer libre de glaces sur sa façade occidentale. Ils obtiennent des Allemands que la Lettonie comme l'Estonie soient inclus dans la zone d'influence de l'URSS. Le 1er septembre, l'armée allemande, qui désormais ne court plus le risque d'avoir à lutter sur deux fronts, envahit la Pologne, ce qui déclenche l'entrée en guerre de la France et du Royaume-Uni et le début de la Seconde Guerre mondiale. Staline, constatant que le conflit tourne à l'avantage de l'Allemagne, déclare à son tour la guerre à la Pologne le 17 septembre 1939 et occupe la partie orientale de celle-ci, conformément au pacte,.
Le 25 septembre 1939, Moscou adresse un ultimatum aux pays baltes : leurs représentants sont convoqués à Moscou, où ils sont contraints, sous la menace d'une occupation militaire, de signer un traité d'« assistance mutuelle » qui impose l'installation de bases militaires soviétiques sur leurs territoires. Le gouvernement letton, qui ne peut attendre aucune assistance de l'extérieur et dispose de peu de moyens pour résister à l'armée soviétique, accepte de signer le traité qui est ratifié le 31 octobre 1939. Immédiatement 30 000 soldats soviétiques s'installent en Lettonie, principalement sur la côte de Courlande. Dans les mois qui suivent, les Soviétiques n'interfèrent pas dans la marche du pays et le président Ulmanis tente de rassurer la population. Toutefois, en mai 1940, le gouvernement letton décide en secret de confier des pouvoirs extraordinaires à son ambassadeur à Londres Karlis Zarins et de transférer la réserve d'or du pays à l'étranger. L'Allemagne, qui ne peut avouer le contenu des clauses secrètes du pacte, demande aux Germano-baltes de quitter le pays sous prétexte d'aller coloniser les terres nouvellement conquises. 80 % des Germano-baltes lettons, soit 54 000 personnes, acceptent de se conformer aux instructions de Berlin au cours des mois qui suivent, mettant définitivement fin à sept siècles de domination.
La défaite des alliés sur le front occidental permet à l'Union soviétique de franchir l'étape suivante. Le jour de l'entrée des troupes allemandes dans Paris le 14 juin 1940, Moscou déclenche des incidents aux frontières des pays baltes puis adresse un nouvel ultimatum en prétextant que le pacte d'assistance mutuelle signé par ceux-ci en 1934 constitue une grave menace pour l'URSS. Les gouvernements sont sommés d'ouvrir leur frontière aux troupes russes. La Lettonie, comme ses voisins, obtempère et dans la nuit du 16 au 17 juin 200 000 soldats soviétiques pénètrent sur le territoire et prennent possession des principaux points stratégiques. Le gouvernement en place doit céder la place à un gouvernement fantoche composé d'intellectuels lettons inconnus du monde politique et dirigé par le chercheur en biologie Augusts Kirchensteins. Le parti communiste letton est légalisé et des élections sont immédiatement organisées le 14 et 15 juillet. Seul le parti communiste est autorisé à présenter une liste et l'abstention est considérée comme une « trahison envers le peuple ». Les candidats adoubés par l'occupant sont élus par 97,8 % des votants avec un taux de participation de 94,8 %. L'assemblée réunie le 21 juillet vote trois résolutions, pourtant absentes du programme présenté par le parti communiste : proclamation de la « république socialiste de Lettonie », nationalisation des entreprises et des banques, demande d'admission de la Lettonie au sein de l'Union soviétique. Le président K Ulmanis, qui a démissionné la veille, est déporté le jour même et périra dans les camps. La demande d'adhésion de la Lettonie à l'Union soviétique est acceptée le 5 août 1940 par le Soviet suprême. Dans les jours qui suivent, une constitution calquée sur celle de l'Union soviétique est adoptée.
Commence alors l'« année des horreurs » (en letton Baigais Gads). Les dirigeants soviétiques nationalisent immédiatement les entreprises de plus de 10 à 20 ouvriers dont les dirigeants sont écartés ainsi que les hôpitaux, les immeubles d'habitation et les magasins. Les dépôts bancaires de plus de 1000 lats (environ 40 £ de l'époque) sont confisqués puis le lats est échangé contre le rouble à un taux correspondant à une dévaluation de 90 %. Les exploitations agricoles de plus de 30 hectares sont nationalisées et les terres sont redistribuées aux paysans sans terre. Les moyens d'exploitation (machines et chevaux) sont regroupés dans un nombre limité de stations pour les mutualiser tandis que des plans d'exploitation (semailles, récolte) communs sont définis pour des pans entiers de région sans tenir compte ni des conditions météorologiques ni des particularités locales. Dès juillet 1940 les purges commencent. Les membres des gouvernements de l'entre-deux-guerres, la majorité des députés, les cadres des entreprises et de nombreux officiers de l'armée lettonne sont déportés avec leurs familles. La plupart ne reviendront pas. Alors que l'Allemagne s'apprête à déclarer la guerre à l'Union soviétique, une purge encore plus radicale est préparée et mise en œuvre entre le 14 et le 22 juin 1941 (jour de l'attaque allemande) dans l'ensemble des pays baltes. En Lettonie 13 600 Lettons, 1 100 Juifs, 1 500 Polonais, Russes ainsi que presque tous les officiers lettons qui ont échappé aux premières purges sont déportés.

### L'occupation allemande (1941-1945)

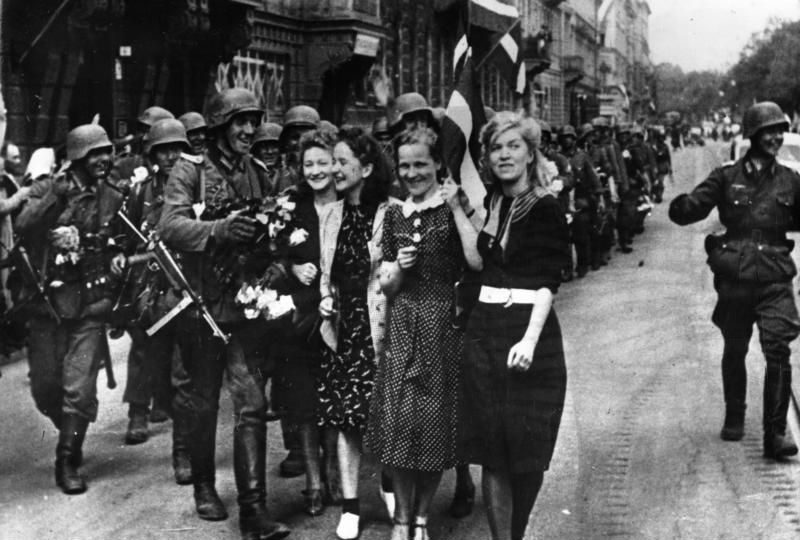
Soldats allemands à Riga (juillet 1941)

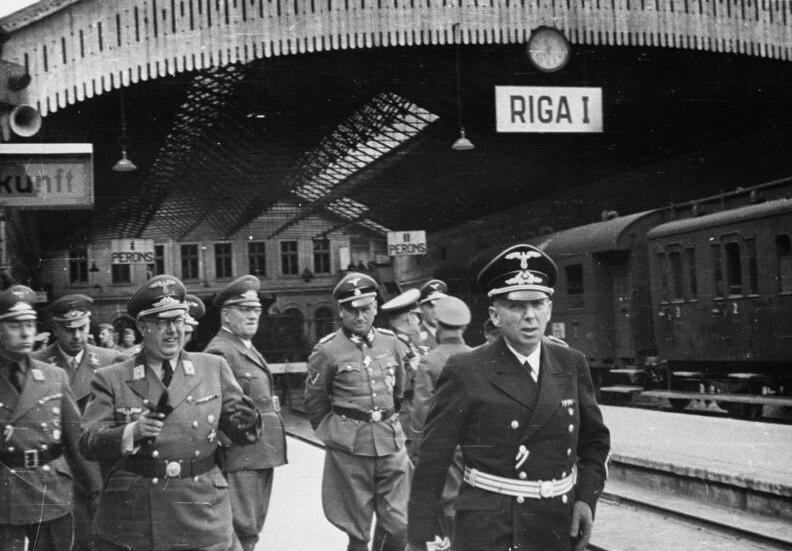
Dirigeants nazis à la gare de Riga (1943)

Le 22 juin 1941, Hitler lance l'opération Barbarossa et les troupes allemandes envahissent l'URSS. L'attaque n'était pas attendue à cette date par l'Armée rouge qui est par ailleurs profondément désorganisée par les Grandes Purges des années 1930 qui l'ont privée de ses cadres les plus compétents. L'armée allemande s'enfonce rapidement en profondeur dans le territoire soviétique : Riga est occupée dès le 1er juillet et les Russes sont complètement chassés du pays le 8 juillet. La population, qui ignore les clauses secrètes du pacte germano-soviétique, accueille à bras ouverts les troupes allemandes. Des milices se forment spontanément pour capturer les soldats soviétiques et les collaborateurs communistes. Environ 50 000 Lettons fuient le pays avec l'Armée rouge dont plus de 10 000 sous la contrainte. Alors que les Lettons s'attendent au retour à la situation d'avant guerre, les autorités allemandes mettent rapidement fin à leurs illusions. Celles-ci, sans l'annoncer officiellement, considèrent la Lettonie comme une future terre de colonisation allemande que les Lettons occupent à titre temporaire le temps que la guerre en cours s'achève. Le destin des Lettons, selon le plan mis au point en 1942, est en partie d'aller coloniser des régions russes conquises, en partie de servir de main d'œuvre servile aux futurs colons allemands. En attendant ce jour, les biens confisqués par les soviétiques sont en majeure partie conservés par les autorités allemandes tandis qu'une administration autochtone (appelée en letton Pasparvalde), placée sous une supervision étroite de l'occupant, est mise en place. L'objectif qui lui est fixé est de participer à l'effort de guerre allemand tout en subvenant aux besoins de base de la population. Les trois pays baltes, qui doivent dans le futur partager le même sort, forment le Reichskommissariat Ostland dont le siège est à Riga. 
Dès le début de l'occupation, la Gestapo et les unités SS chargées d'éliminer les populations juives s'installent dans le pays. Les 170 hommes de l'Einsatzgruppen qui doivent mettre en œuvre la solution finale en Lettonie sont assistés par des volontaires lettons regroupés autour de Viktors Arajs, le Sonderkommando Arājs. Durant les premiers jours de l'occupation allemande, les Juifs sont massacrés de manière incontrôlée dans la rue ou chez eux. Puis les autorités allemandes organisent l'extermination de manière systématique en rassemblant au préalable les Juifs dans des ghettos comme à Riga. Les 28 000 Juifs de cette ville sont éliminés en deux temps dans la forêt de Rumbula les 30 novembre et 8 décembre 1941. En janvier 1942, il ne reste plus que 4 000 des 70 000 Juifs résidant en Lettonie avant le début de la guerre, le commando d'Arājs étant responsable de la moitié des assassinats. Deux mille tsiganes, soit la moitié de la communauté lettone, sont exterminés avec les Juifs. Les Lettons sont eux-mêmes victimes de la terreur nazie. Près de 50 000 Lettons, des communistes, des résistants mais également de simples particuliers coupables d'avoir prononcé un mot interdit ou d'avoir livré en retard des fournitures à l'armée allemande sont emprisonnés. Une résistance divisée sur les objectifs se forme dès le début de l'occupation. Un premier mouvement de résistance aspirant au retour à la démocratie se regroupe progressivement autour de personnalités politiques d'avant-guerre et forme le 13 août 1943 le Conseil national letton qui tente d'informer les alliés de la situation en Lettonie et dispose d'une force militaire de 3 000 hommes bien entrainés. Mais en 1944 le mouvement est décapité par les Allemands : les principaux dirigeants sont arrêtés puis envoyés dans des camps de concentration où la plupart périssent. La résistance communiste pro-soviétique a peu d'appui en Lettonie mais progressivement l'état-major soviétique parvient à infiltrer des partisans majoritairement non lettons. En 1944 il y ainsi plusieurs milliers de partisans en Livonie et en Latgale qui s'attaquent avec succès aux dépôts militaires allemands et aux voies de communication tout en collectant des renseignements pour l'Armée Rouge.
Dès le début de l'occupation allemande, des unités lettones (notamment la police auxiliaire) sont constituées par les autorités allemandes : elles sont chargées de garder les installations militaires et de pourchasser les soldats russes. Par ailleurs une milice civile est chargée de surveiller les mentalités. À compter de l'hiver 1941 l'armée allemande qui a perdu beaucoup d'effectifs durant la bataille de Moscou demande à la Pasparvalde de lui fournir des brigades supplémentaires chargées de la sécurité intérieure. Malgré la demande des dirigeants lettons, ces unités sont placées sous commandement allemand. Ces troupes sont bientôt envoyées sur le front où elles se distinguent. À partir de février 1943 elles forment la Légion lettone constituées de la 2e brigade SS, qui après avoir été renforcée début 1944 devient la 19e division Waffen-SS, et la 1re brigade SS transformée par la suite en 15e. À partir de l'hiver 1943 l'armée allemande commence à battre en retraite sur le front russe. Durant l'été 1944, l'Armée rouge repousse progressivement la Wehrmacht à travers les pays baltes. Environ 200 000 soldats se retrouvent encerclés dans la péninsule de Courlande dont la 19e division lettone. Fuyant l'avancée de l'Armée Rouge, 250 000 civils lettons ont également trouvé refuge dans le réduit. Celui-ci tiendra jusqu'à l'armistice du 8 mai malgré des offensives meurtrières et fratricides menées par le 130e corps d'armée de tirailleurs lettons composé en grande partie de Lettons d'Union soviétique. Environ 130 000 réfugiés parviennent à fuir en bateau vers la Suède, l'Allemagne et d'autres pays européens ; les autres rentreront par la suite en Lettonie. La 15e division lettone participe à la dernière bataille autour de Berlin et se rend aux alliés le 2 mai.
Le bilan humain et matériel de la Seconde Guerre mondiale est catastrophique. Le pays a perdu un quart de sa population d'avant-guerre : à côté des victimes des exterminations soviétiques et allemandes, 60 000 hommes ont été tués ou blessés sous l'uniforme allemand ou russe, le même nombre est retenu prisonnier pour moitié par les Soviétiques pour moitié par les Alliés et 150 000 personnes ont fui le pays. En 1945, il y a 3 femmes pour 2 hommes. Plusieurs villes ainsi que la moitié de l'infrastructure ferroviaire ont été détruites par les combats. Les usines ont été dépouillées de leur équipement. La plus grande centrale hydroélectrique du pays a été anéantie. Plus de la moitié du cheptel a disparu et la forêt a été en partie rasée par les Allemands.

## La Lettonie soviétique (1945-1991)

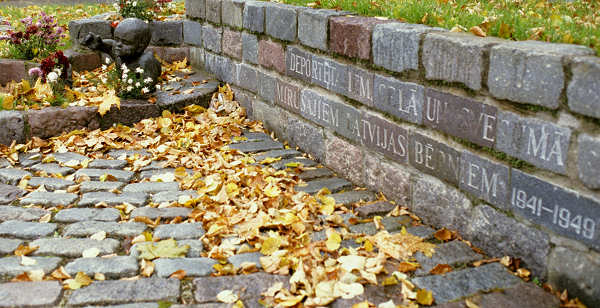
Monument commémoratif consacré aux enfants lettons morts en déportation.

### Le temps de la répression
Avant même l’occupation soviétique, des résistants prennent le maquis : ce sont des Lettons qui tentent d’échapper à la conscription allemande. Après la défaite allemande, ils sont rejoints par des anciens membres de la légion SS lettone, des déserteurs engagés malgré eux par l’un ou l’autre belligérant et des paysans qui fuient la collectivisation. Les « frères de la forêt », qui sont fin 1944 environ 10 000 selon les autorités soviétiques, se cachent dans les vastes forêts lettones. Ils forment de petites bandes d’une centaine d’hommes au maximum, mal armées dont l’action n’est pas coordonnée. Ils s’en prennent aux forces d’occupation soviétiques ainsi qu’aux communistes locaux (ils en tuent environ 1 500). Ils survivent grâce au soutien de la population locale et vivent dans l’espoir d’une intervention armée des pays occidentaux. Le Royaume-Uni parachute des armes et des envoyés mais les services secrets anglais ont été infiltrés et l’aide ne leur parvient pas. Les soviétiques tentent initialement d’en venir à bout avec des forces armées classiques sans grand résultat. Ils parviennent à leur fin en promettant l’amnistie, emprisonnant les proches parents (13 000 entre 1945 et 1949) des résistants qualifiés de « bandits » et en infiltrant le mouvement. Au début des années 1950 le mouvement des frères de la forêt, qui n’espère plus de secours de l’extérieur et qui est privé de soutien logistique par la collectivisation, disparait.

### La collectivisation de l'agriculture
Les dirigeants soviétiques veulent étendre aux terres lettones la collectivisation des exploitations agricoles qui est de règle en Union Soviétique. À cette fin, la taille maximale d’une ferme est fixée à 25 hectares et 6 hectares pour les fermiers suspectés de collaboration passée avec les Allemands. Des contributions en nature et en argent, à la limite du supportable, sont exigées de pratiquement tous les fermiers. En 1946 6 000 fermiers qui ne peuvent faire face à cette imposition renoncent à leur exploitation, en 1947 ils sont 10 000 et en 1948 plus de 30 000 sont poursuivis pour non-paiement. Les paysans sont encouragés à se regrouper dans des fermes collectives (les kolkhozes) mais malgré ces incitations peu d’entre eux font ce choix. Les autorités soviétiques préparent alors en 1949 la déportation en Sibérie des paysans les plus réticents. Une liste de 10 000 « koulaks » est établie : le 25 mars 1949 13 000 familles, femmes et enfants compris, sont arrêtées par la police et la milice et conduits vers des wagons à bestiaux qui les transportent vers leur lointaine destination. Une opération similaire est réalisée au même moment en Estonie. Cette rafle crée un climat de terreur et à la fin de l’année 1950 226 000 fermiers ont rejoint les exploitations collectives. La productivité agricole chute fortement : le niveau de production d’avant guerre ne se rétablit qu’au début des années 1960.

### Industrialisation
Les autorités soviétiques conduisent en Lettonie comme dans le reste de l'Union Soviétique une politique d'industrialisation à marche forcée dont les plans sont dressés par l'organisme de planification soviétique à Moscou : des usines géantes sont créées sur le territoire letton : fibre de verre à Valmiera, fibres chimiques à Daugavpils, matières plastiques à Olaine, tissage à Ogre, … Ces installations nécessitent une grande quantité d’énergie dont la Lettonie ne dispose pas. Un barrage est construit à Pluvinas en 1960, un deuxième en amont de Riga. L’inauguration de la centrale nucléaire d'Ignalina en Lituanie qui alimente les républiques voisines entraine l’arrêt de plusieurs autres projets de centrales hydroélectriques. Ces installations industrielles et la construction des infrastructures qu’elles nécessitent entrainent un afflux de main d’œuvre russophone. Malgré les dysfonctionnements du système, la Lettonie joue un rôle disproportionné par rapport à sa taille (0,9 % de la population de l'Union Soviétique) dans l’ensemble économique soviétique : l’industrie lettone fournit toutes les automotrices électriques et diesel d'Union Soviétique, 43 % des installations de traite, 24 % des réfrigérateurs, 21 % des appareils radio et 20 % des tramways.

### La russification

Drapeau de la république socialiste soviétique de Lettonie.

À la mort de Staline en mars 1953, Beria, héritier potentiel, favorise le développement du nationalisme local : l’enseignement du letton est encouragé et le taux de dirigeants d’origine locale au sein du parti communiste letton augmente. La prise de pouvoir de Khrouchtchev ne remet pas en cause cette orientation. Le vice-président letton Eduards Berklavs et le deuxième secrétaire du parti Vilis Krumins, sont les plus actifs dans cette nouvelle voie. Mettant en avant l’absence de main d’œuvre disponible et des problèmes de logement, l’installation de nouvelles industries lourdes planifiée par Moscou est suspendue. La maîtrise du letton est exigée de tous les résidents permanents au bout de deux ans de présence sur le sol letton. Les dirigeants d’entreprise incompétents doivent être immédiatement remerciés, ce qui vise surtout les non-Lettons qui parasitent les entreprises locales.
En 1959, Moscou décide de reprendre en main la direction locale. Les dirigeants les plus engagés dans le national-communisme sont chassés et les mesures prises par ceux-ci sont annulées. En réaction au national-communisme, la russification des peuples allogènes est décidée. Une purge politique et administrative est effectuée : Nikita Khrouchtchev remplace plus de 2 000 Lettons influents par des Russes ou par des « Latovichi » (des Lettons ayant eu une éducation soviétique et ne parlant pas le letton). Après cette purge, le nouveau Premier secrétaire de la république socialiste soviétique de Lettonie, Arvīds Pelše et son successeur Augusts Voss mènent une politique de russification en allant jusqu'à interdire d'entonner des chansons populaires. Le bilinguisme russe/letton est imposé, et tous les écoles enseignants en d'autres langues sont fermées. Une politique de russification est ainsi menée et de très nombreux obstacles administratifs à l'utilisation de la langue lettone sont créés. La langue lettone perd son statut officiel. L’immigration russe reprend. Le nombre de russophones qui était passé de 168 000 (10,6 %) en 1935 à 556 000 (26,6 %) en 1959 atteindra 906 000 en 1989 soit 34 % de la population. Dans les années 1980 les Lettons ne représentent plus que 30 % de la population des principales villes notamment à Riga.

### Larévolution chantante(1985-1991)
Après les accords d'Helsinki en 1975, signés par l'URSS, qui garantissent théoriquement les libertés fondamentales des citoyens des pays signataires, on observe une reprise prudente du mouvement national letton. En 1978, un appel balte lancé par quelques intellectuels, qui sont immédiatement enfermés dans des asiles psychiatriques, réclame le droit à l'autodétermination. En 1985, Mikhaïl Gorbatchev prend la tête de l'URSS. En rupture avec ses prédécesseurs, il mise sur un programme de transparence (glasnost) pour tenter de reconstruire une économie (perestroïka) soviétique de plus en plus sinistrée. Les mouvements indépendantistes se saisissent rapidement de cette opportunité et on assiste à une renaissance du nationalisme letton. La première revendication concerne le statut de la langue lettone, de plus en plus menacée par le russe. Des organisations politiques contestatrices se créent sous le couvert de la défense de la nature. Elles obtiennent en 1986 l'arrêt des projets de centrale électrique sur la Daugava et de la construction d'un métro à Riga démontrant que Moscou a adopté une position plus ouverte. En 1987, le groupe Helsinki-86 organise une manifestation qui rassemble quelques milliers de personnes aux pieds du Monument de la Liberté pour commémorer les déportations opérées par les soviétiques en 1940. C'est la première manifestation publique contre le régime depuis le début de l'occupation soviétique. Le 23 août de la même année une nouvelle manifestation à la date anniversaire du pacte germano-soviétique rassemble 10 000 personnes sans que les autorités locales réagissent. Finalement celles-ci opèrent quelques arrestations tout en mettant en cause les services secrets américains. Mais la contestation prend de l'ampleur. Une manifestation à la date anniversaire de l'indépendance le 18 novembre 1987, qui avait été interdite par le régime, est violemment réprimée.
Au début de l'année 1988 le mouvement de contestation en Lettonie est de plus en plus ouvert. Au cours d'une grande manifestation organisée le 13 juillet 1988 le drapeau de l'indépendance lettone est pour la première fois brandi et la foule entonne l'hymne national. L'histoire nationale, sujet tabou et banni des livres d'histoire, est de nouveau évoquée. De nouveaux partis sont créés : le Front populaire de Lettonie qui fédère plusieurs mouvements écologiques et nationalistes est fondé le 8 octobre 1988. Les plus radicaux des nationalistes se regroupent au sein du Mouvement pour l'indépendance nationale de la Lettonie (LNNK) et exigent le retour à l'indépendance en basant leur revendication sur l'illégalité de l'annexion de 1940 vis-à-vis du droit international, la plupart des États n'ayant même pas reconnu cette annexion. Le 11 novembre 1988 une manifestation rassemble à Riga 200 000 personnes soit 10 % de la population du pays. L'Union des écrivains de Lettonie devient un des moteurs des revendications nationales : elle demande la souveraineté nationale au sein de l'URSS, la maitrise de sa culture et de sa langue ainsi que la liberté de voyager. Le parti communiste letton est divisé sur la conduite à tenir : finalement un consensus se fait sur un régime offrant plus de liberté avec une décentralisation économique à l'image de la position adoptée par le parti communiste estonien. En janvier 1989 des russophones et quelques Lettons, encouragés et aidés par les services secrets russes, créent le Front Internationaliste ou Interfront qui s'oppose aux réformes et veut défendre le régime en place.
Le 23 août 1989, date anniversaire du pacte germano-soviétique, sur une idée lancée par le communiste réformateur estonien Edgar Savisaar, un à deux millions de personnes se donnent la main formant une chaine humaine quasi continue à travers les trois pays baltes de Tallinn à Vilnius, la voie balte, pour demander l'indépendance de leurs pays. L'événement, qui bénéficie d'une couverture médiatique mondiale, interpelle les dirigeants occidentaux, jusque-là réticents à soutenir le mouvement d'indépendance, et raffermit la résolution des baltes. En Lettonie, quelques personnalités isolées exigent le retour à l'indépendance mais Gorbatchev dénonce une dérive hypernationaliste. Le 9 novembre 1989, c'est la chute du mur de Berlin. Le contenu des clauses secrètes du Pacte germano-soviétique est dévoilé par le Soviet suprême de l'URSS le 24 décembre 1989. Au printemps 1990 pour la première fois des élections véritablement libres ont lieu : le Front populaire de Lettonie emporte 170 sièges des 220 sièges. Encouragé par ce scrutin proclament le Soviet suprême de la république socialiste soviétique de Lettonie décide le 4 mai 1990 la restauration de l'indépendance de la Lettonie après une période de transition dont la durée reste à déterminer. Mais Moscou refuse d'être mis devant le fait accompli car la Lettonie constitue un territoire stratégique. Le 20 janvier 1991 les chars russes pénètrent à Riga mais la population descend dans la rue pour protéger les bâtiments publics en dressant des barricades. Plusieurs Lettons sont tués mais les chars sont contraints de se retirer. Un référendum est organisé début mars 1991 pour décider de l'indépendance. Les partisans de l'indépendance l'emportent avec 73,6 % des voix et une participations de 87,6 %. Compte tenu de la composition de la population une bonne partie des russophones, qui font confiance aux nationalistes lettons et aspirent à une société démocratique, y sont favorables. Le coup d'État avorté du 19 août 1991 mené à Moscou par les durs du régime soviétique contre Gorbatchev permet à la Lettonie de franchir le dernier pas : Anatolijs Gorbunovs, président du parlement letton, déclare la fin de la période transitoire et la restauration de la République d'avant guerre et de la constitution de 1922. Le 25 août, la Russie reprend son indépendance et l'Union soviétique est dissoute.

## La nouvelle indépendance (depuis 1991)

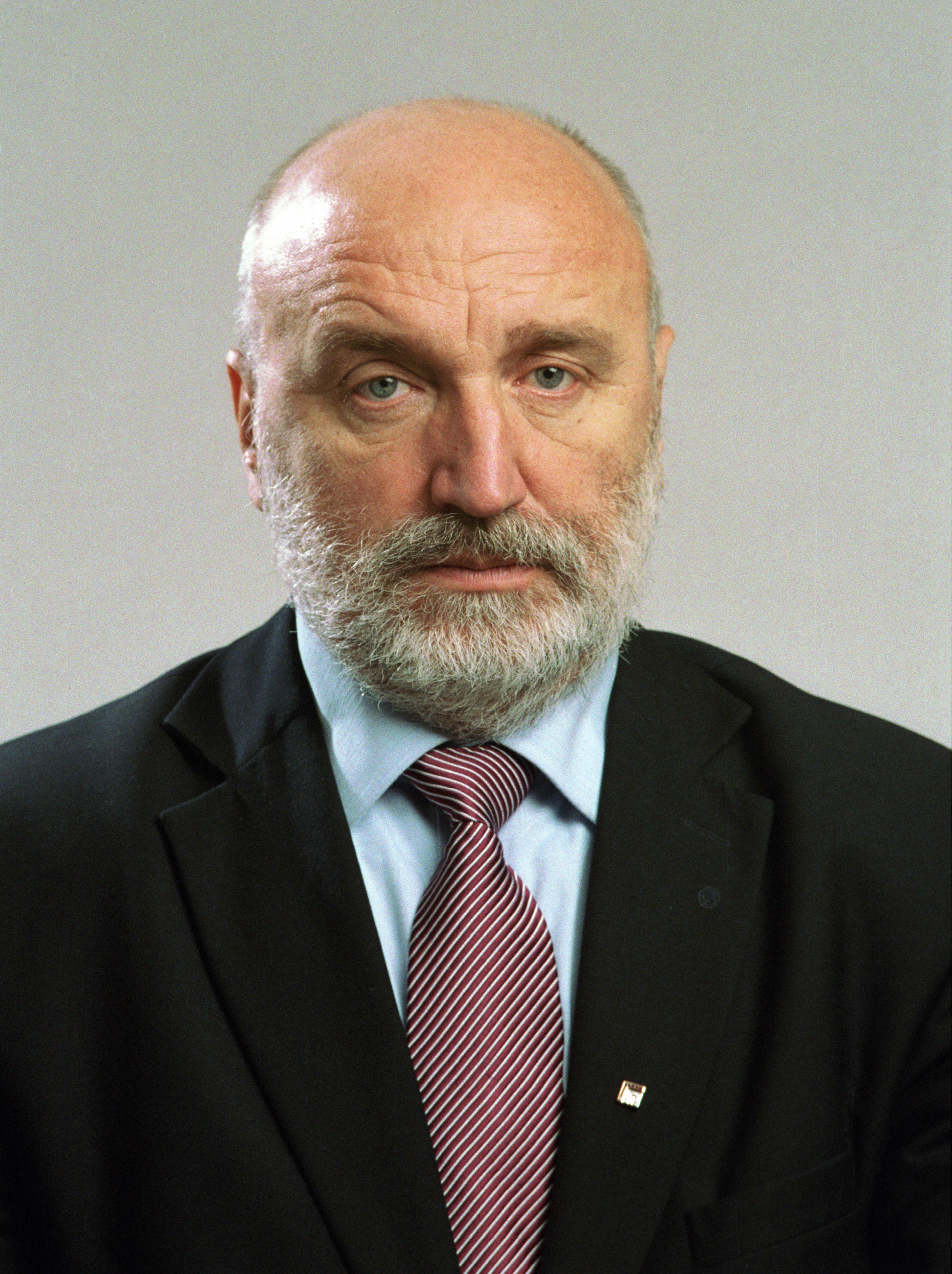
Ivars Godmanis, Premier ministre de la Lettonie de 1990 à 1993, a géré le passage à l'indépendance.

Taux de croissance du PNB letton de 1996 à 2006

### La mise en place du nouveau régime
Le choix de la constitution du nouvel État fait l'objet de débats très vifs. Finalement la constitution de 1922 est restaurée tout en maintenant certaines dispositions de la constitution soviétique de 1977. Concession à la mouvance nationaliste la plus dure, seules les personnes présentes sur le sol letton avant 1940 ou leurs descendants sont autorisées à participer aux élections nationales. Cette disposition exclut la majorité des russophones soit près d'un tiers de la population. Dès les premiers jours de l'indépendance, le parti communiste letton, qui s'est opposé à la mise en place du nouvel État, est interdit et son dirigeant, Alfrēds Rubiks, est arrêté. Le départ des troupes russes du sol letton constitue un des premiers objectifs du nouveau gouvernement : à la suite de négociations les derniers soldats évacuent le 31 aout 1994. Les 6 et 7 juin 1993 ont lieu les premières élections libres depuis le début de l'occupation soviétique. Le nouveau président, Guntis Ulmanis, neveu du président de la première république, s'appuie sur une majorité centriste et poursuit la politique pro-occidentale et réformiste de son prédécesseur. Mais des crispations se font sentir ; celles-ci se matérialisent aux élections de 1995 par un bipolarisation de la vie politique avec la constitution d'un bloc de partis hyper-nationalistes auquel se rattache la moitié des élus. Néanmoins le nouveau gouvernement rassemble une large coalition dirigée par Andris Skele, président sans affiliation partisane, qui mène une politique de rigueur économique et de rapprochement avec l'Union Européenne. Les privatisations sont menées avec vigueur tandis que l'économie connait une croissance rapide. Cette politique est poursuivie par le gouvernement issu des élections législatives de 1998. L'économie du pays est durement touchée par la crise financière de la Russie, qui reste à cette époque un partenaire commercial important pour la Lettonie. En juillet 1999 le parlement se choisit une présidente issue de la diaspora lettone Vaira Vīķe-Freiberga.
En 1992, la Lettonie devient membre du FMI et en 1994 adhère au Partenariat pour la paix de l'OTAN, ainsi qu'à un accord de libre-échange avec l'Union européenne. Le 10 décembre 1999, la Lettonie entame des négociations d'adhésion à l'Union européenne qui s'achèvent le 13 décembre 2002. Le 16 avril 2003, la Lettonie signe le Traité d'adhésion à l'Union. Le 20 juin 2003, Vīķe-Freiberga est réélue présidente de la Lettonie. Le 20 septembre 2003, les Lettons approuvent l'adhésion à l'Union Européenne par référendum à 67 % avec une participation de 72,5 %. Le 2 avril 2004, la Lettonie adhère à l'OTAN et le 1er mai 2004, la Lettonie rejoint l'Union Européenne. Le 31 mai 2007, le parlement élit Valdis Zatlers, président de la république, pour succéder à Vaira Vīķe-Freiberga. Le 21 décembre 2007, la Lettonie entre dans l'espace Schengen.

### Galerie de dirigeants politiques depuis 2000
Liste des présidents de la Lettonie

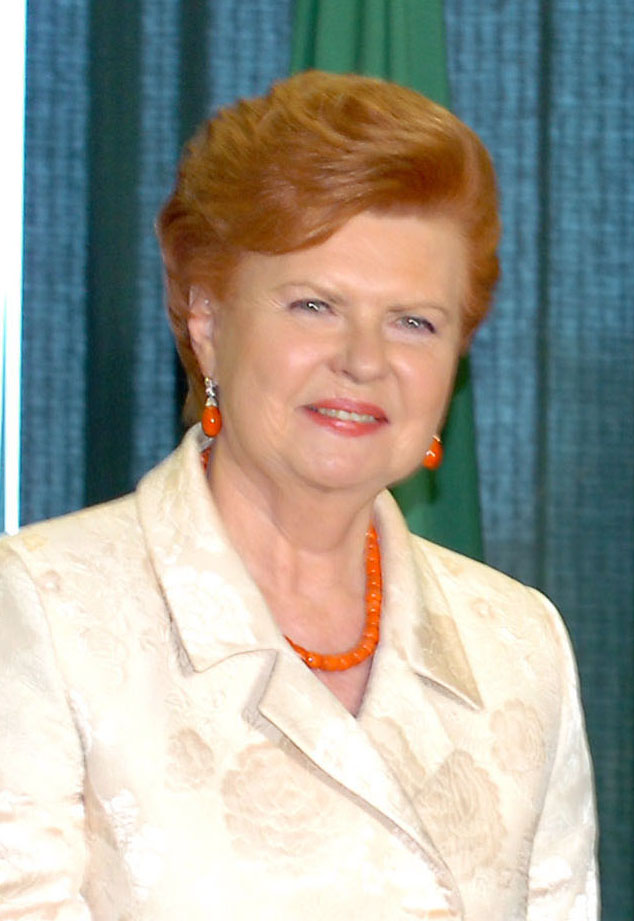
Vaira Vīķe-Freiberga 1999-2007
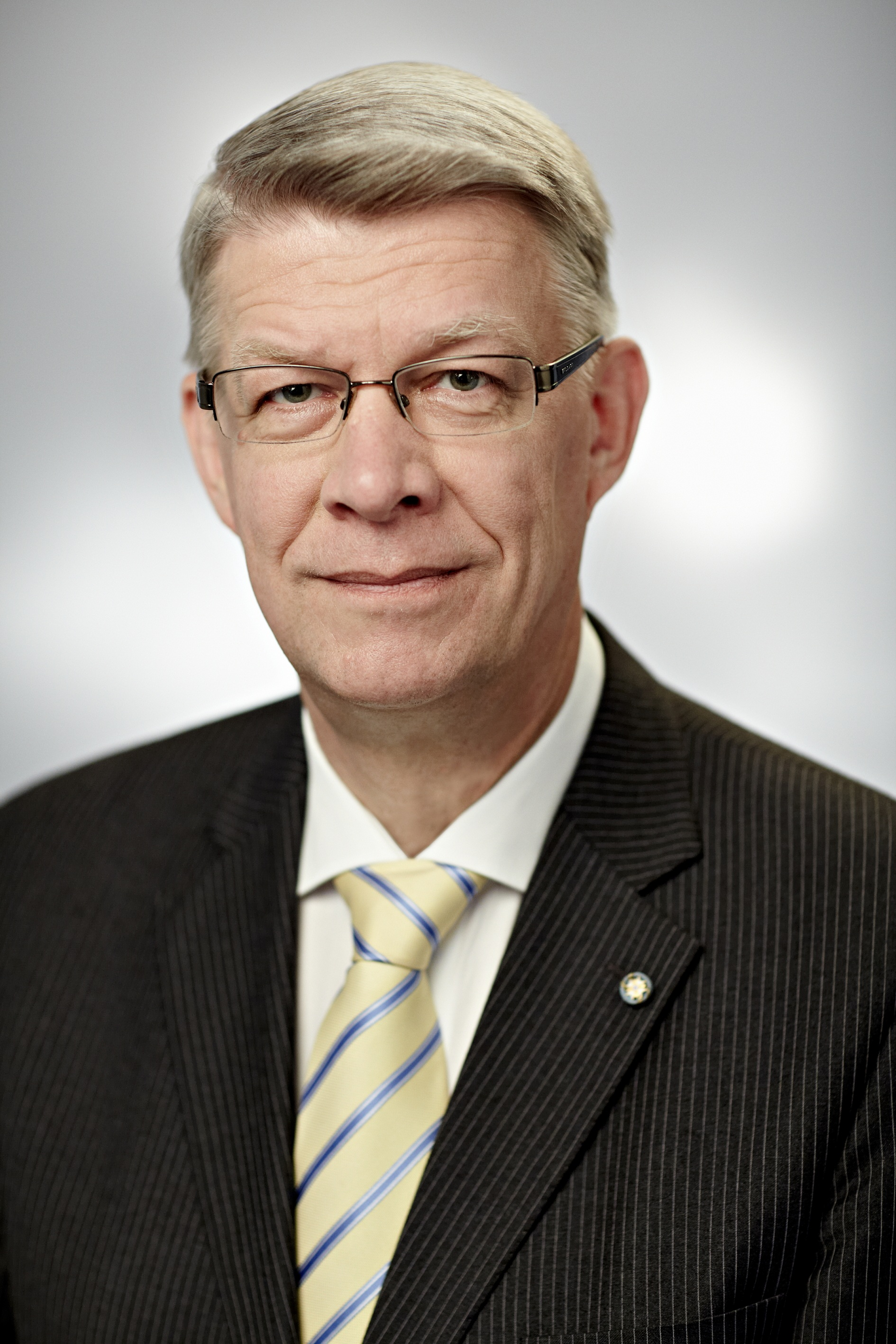
Valdis Zatlers 2007-2011
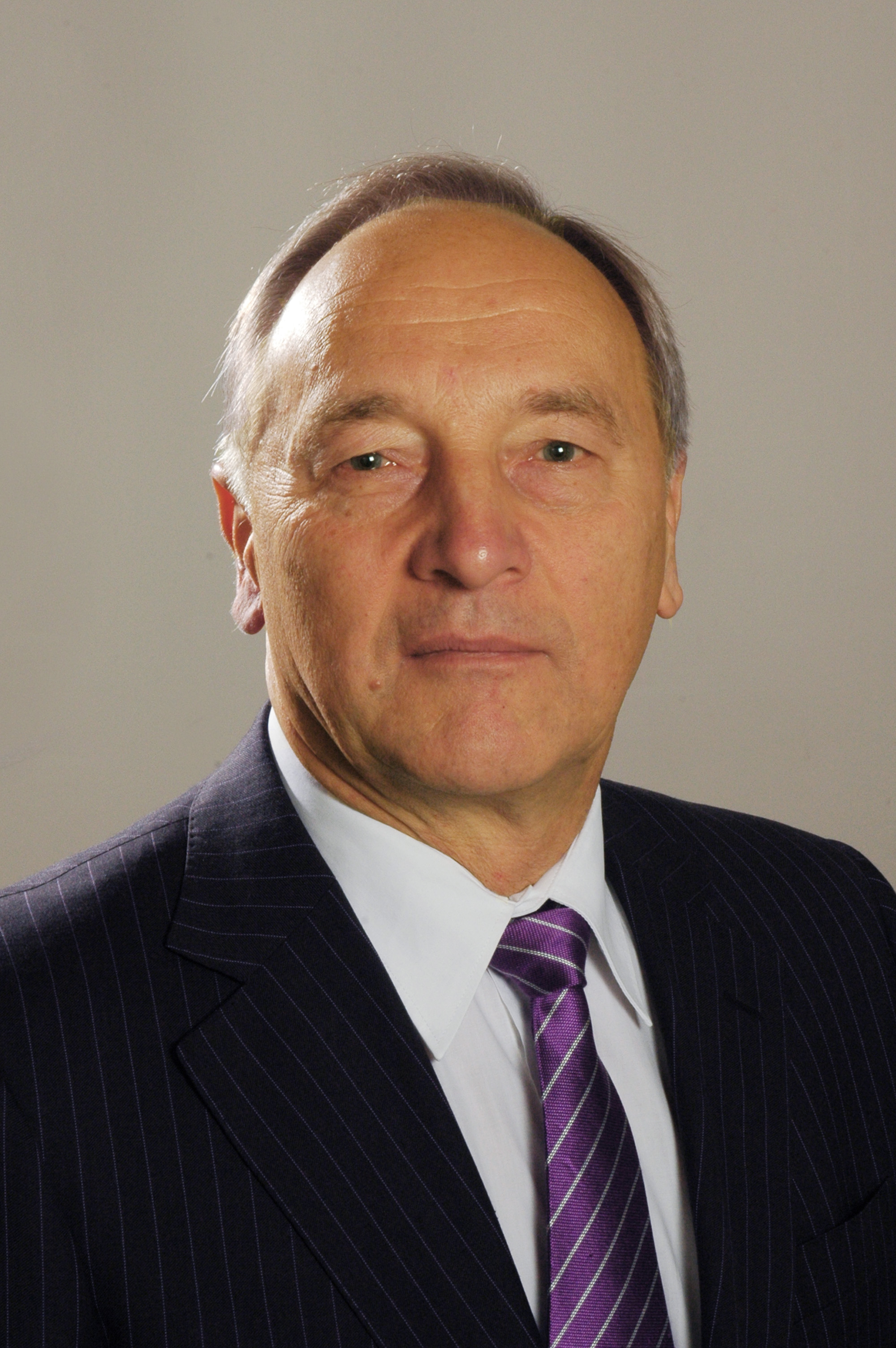
Andris Bērziņš (1944) 2011-2015
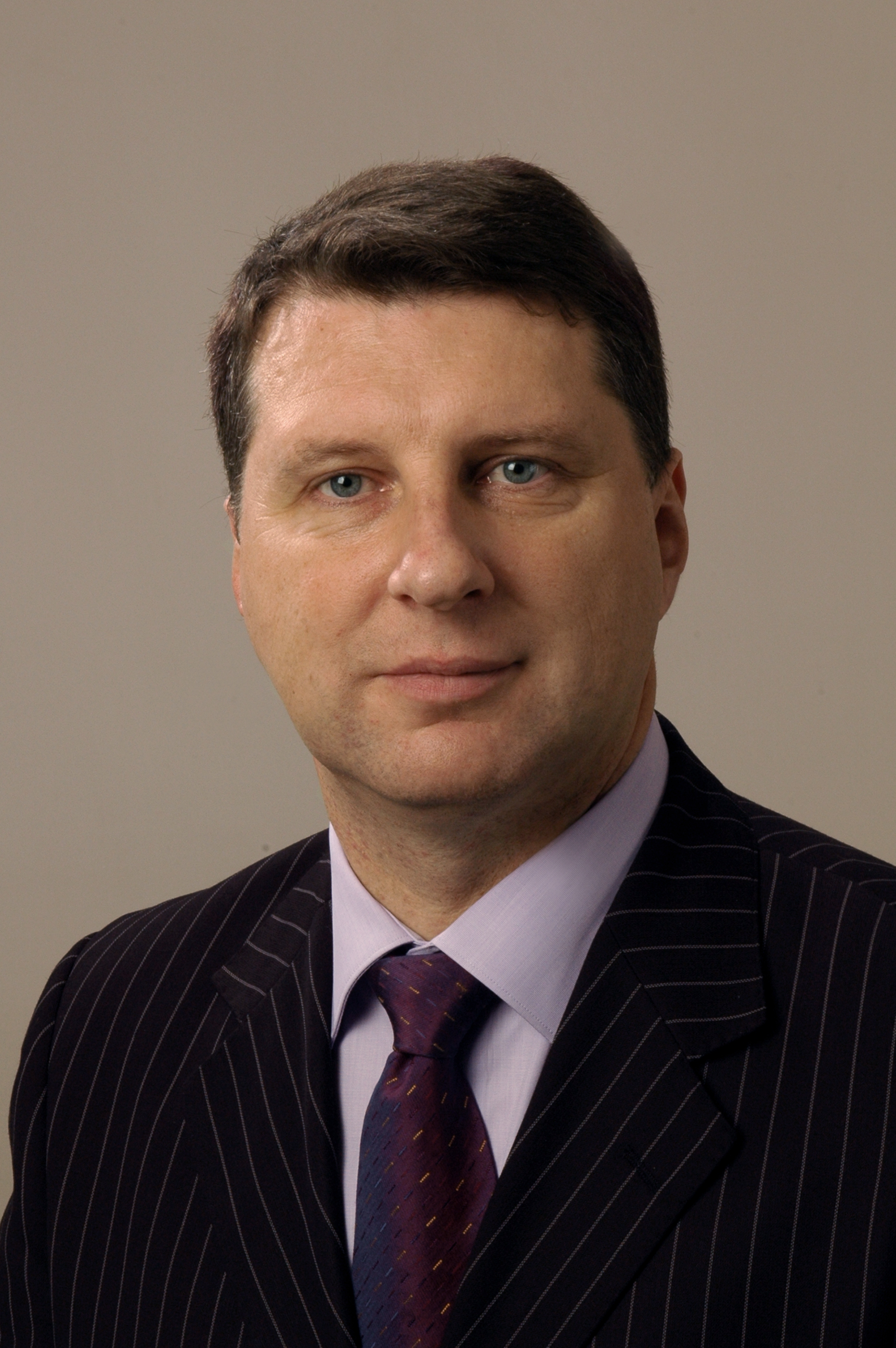
Raimonds Vējonis 2015-2019
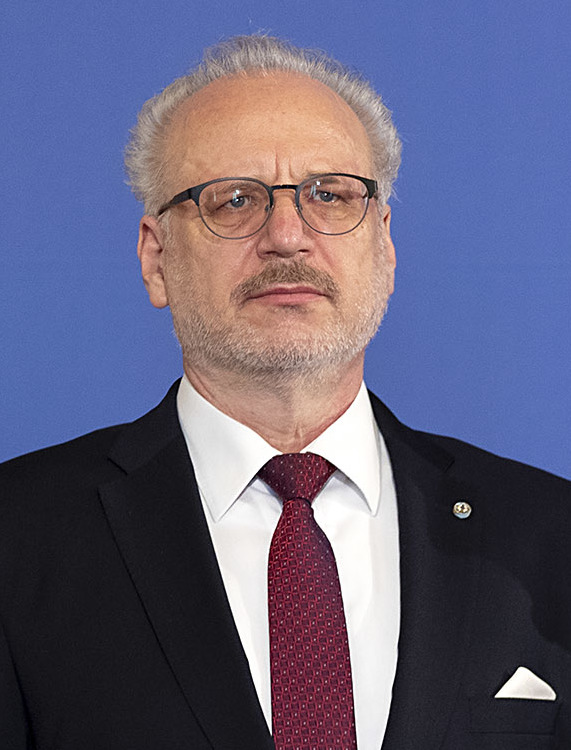
Egils Levits 2019-2023
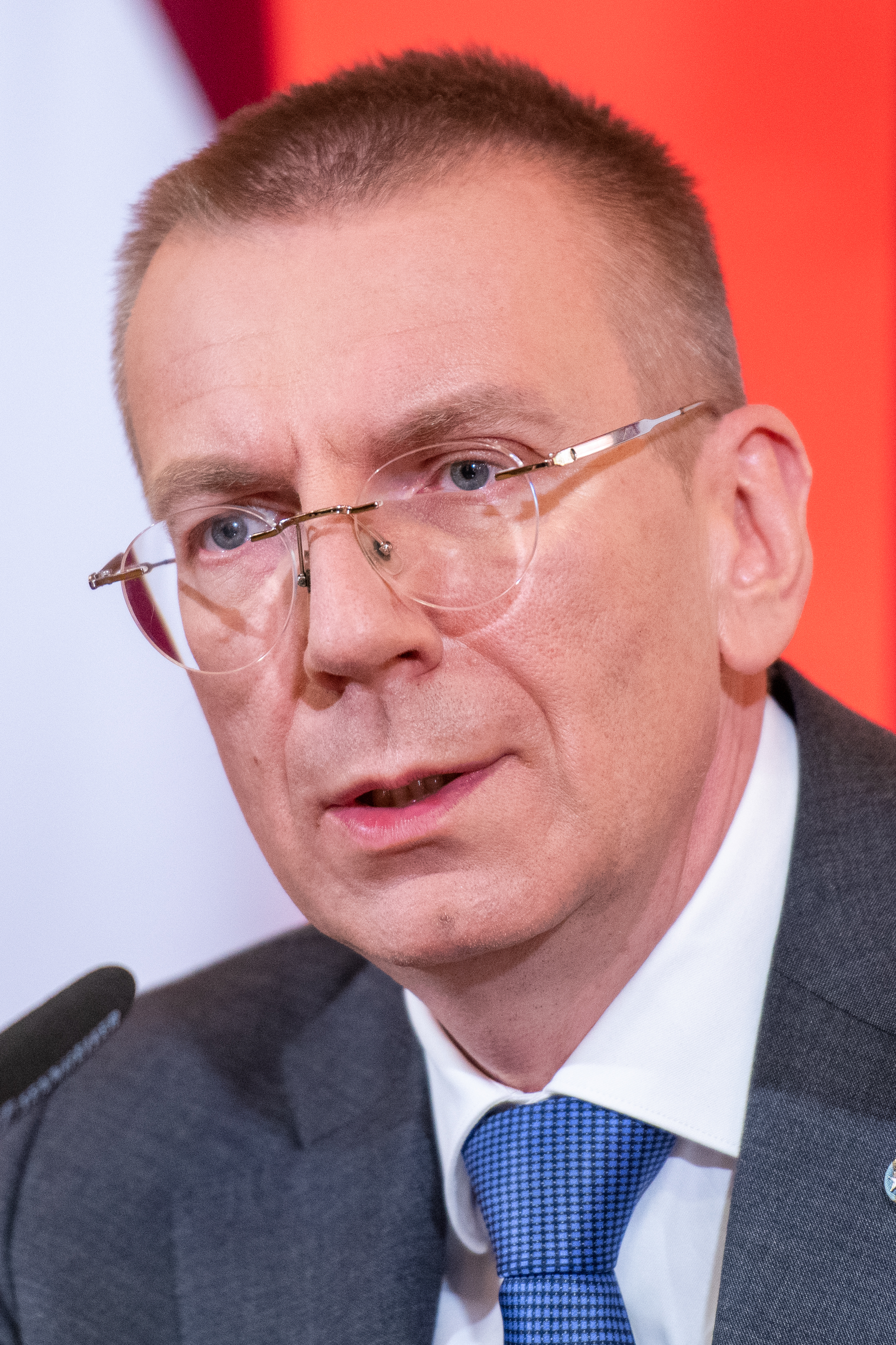
Edgars Rinkēvičs 2023-présent

Liste des chefs du gouvernement letton

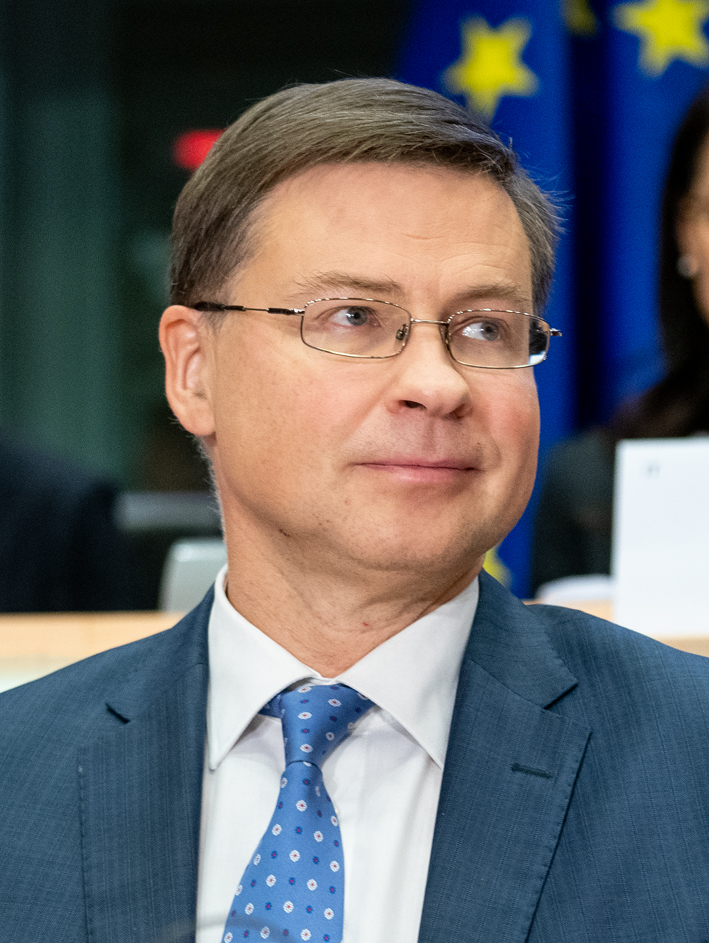
Valdis Dombrovskis 2009-2014
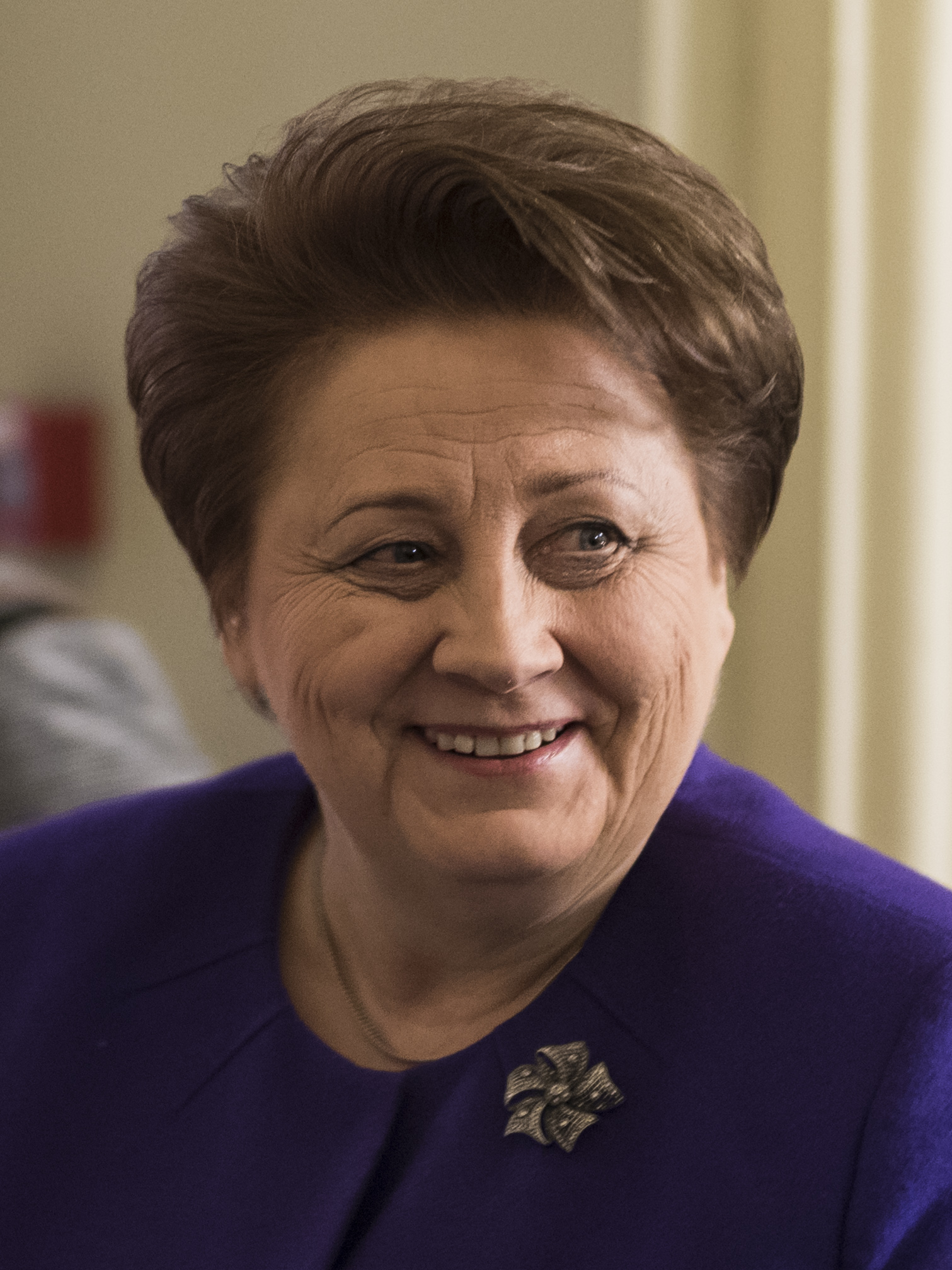
Laimdota Straujuma 2014-2016
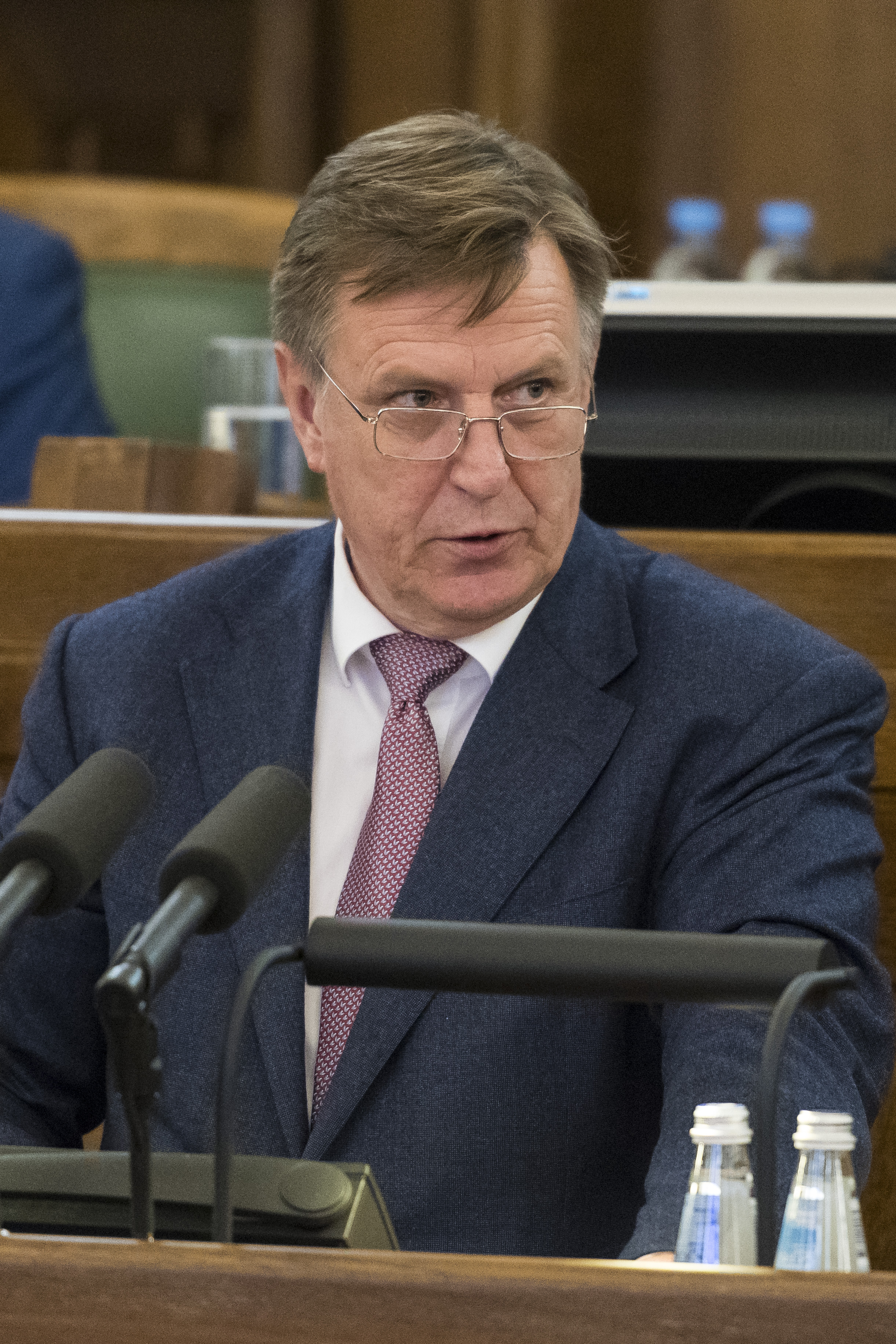
Māris Kučinskis 2016-2019
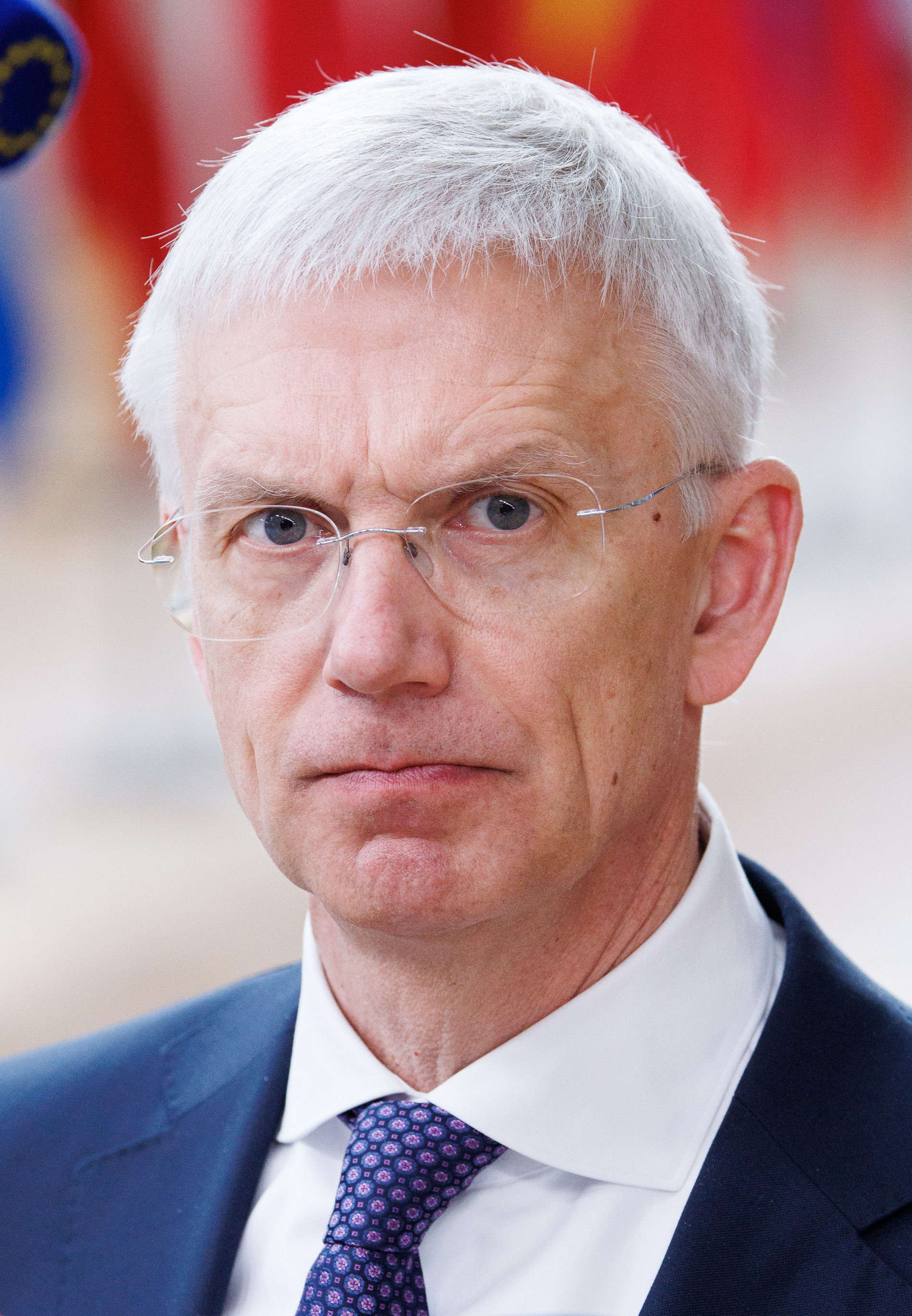
Arturs Krišjānis Kariņš 2019-2023
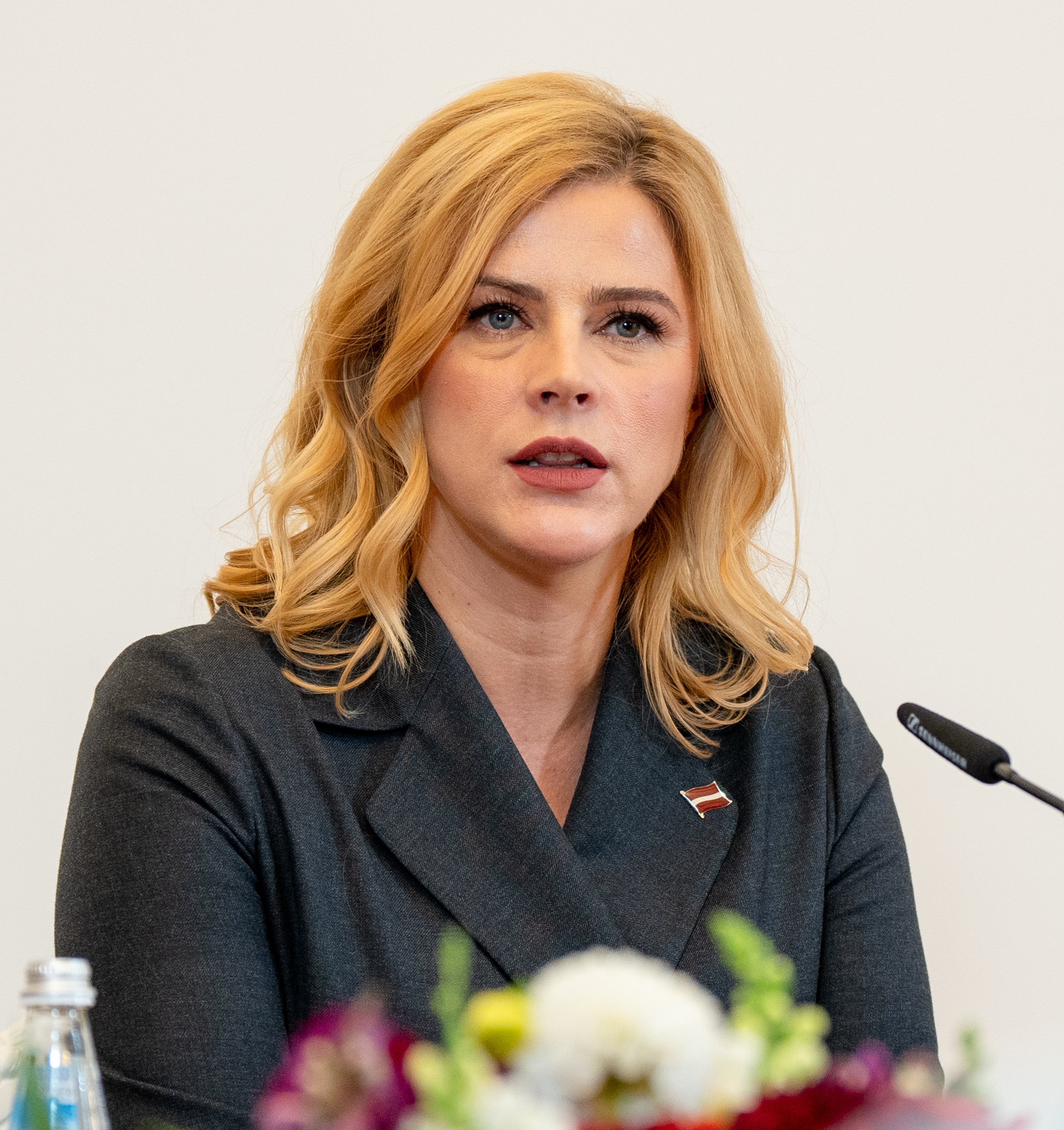
Evika Siliņa 2023-présent

### La gestion de la «minorité» russophone
En 1989 à la veille de l'indépendance, les Lettons de souche ne représentent que 52 % de la population du pays. Dans la tranche d'age des actifs les plus dynamiques (19 à 44 ans) les autochtotones (les « titulaires ») sont même minoritaires. Les russophones (Russes, Ukrainiens et Biélorusses) représentent alors 41,9 % de la population. Ces derniers sont concentrés dans les villes où ils sont largement majoritaires y compris à Riga dont 37 % des habitants sont de langue maternelle lettone. Une petite fraction de la population russophone, dont l'implantation en Lettonie remonte à un ou plusieurs siècles, est bien intégrée ; mais la majorité, arrivée dans le cadre de l'industrialisation soviétique, a peu de contact avec la population de souche et ne parle pas le letton. Dans les villes le russe est la langue utilisée par défaut y compris par les Lettons qui la maitrisent généralement bien, même si pour des raisons de réglementation, l'affichage est uniquement en letton. Beaucoup d'entreprises fonctionnent avec un personnel uniquement russophone et ont recours à des traducteurs pour leurs contacts avec les Lettons de souche. Les russophones détiennent les municipalités des grandes villes. Dans les années qui suivent le retour à l'indépendance, la proportion des Lettons a toutefois crû de manière significative puisqu'ils représentent en 2005 58,8 % d'une population totale. Cette évolution s'explique par le départ d'un certain nombre de russophones après l'indépendance et, de manière plus marginale, par le retour d'une partie de la diaspora lettone. La Lettonie est par ailleurs confrontée à une émigration vers l'étranger de sa population active très importante (plus de 50 000 personnes pour l'année 2005) et une natalité très faible qui contribue à faire chuter très rapidement la population totale qui est passée de 2,67 à 2,3 millions d'habitants entre 1989 et 2005. Cette baisse inclut toutefois le départ des russophones.
De tous les pays baltes, la Lettonie est celui où le poids de la minorité russophone est le plus important du fait du rôle industriel clé que le pays a joué au temps de l'Union soviétique. Comme l'Estonie, les dirigeants lettons sous la pression des nationalistes les plus extrémistes, ont opté pour une réglementation rendant l'acquisition de la citoyenneté lettone relativement difficile à obtenir : pour devenir citoyen letton, le postulant doit prouver qu'il maitrise la langue lettone, connait l'histoire de la Lettonie et maitrise les principes de base de la Constitution lettone. L'accès à la citoyenneté ne peut se faire que dans des créneaux de date très précis qui sont fonction de la date de naissance du postulant. Compte tenu de ces critères d'accès, 60 % des russophones ne peuvent accéder à la citoyenneté lettone.
|             | 1935    | 1935  | 1959    | 1959  | 1970    | 1970  | 1979    | 1979  | 1989    | 1989  | 2000    | 2000  | 2005    | 2005  | 2010    | 2010  |
| ----------- | ------- | ----- | ------- | ----- | ------- | ----- | ------- | ----- | ------- | ----- | ------- | ----- | ------- | ----- | ------- | ----- |
| Origine     | Nombre  | %     | Nombre  | %     | Nombre  | %     | Nombre  | %     | Nombre  | %     | Nombre  | %     | Nombre  | %     | Nombre  | %     |
| Lettons     | 1 467,0 | 77,0  | 1 297,9 | 62,0  | 1 341,8 | 56,8  | 1 344,1 | 54,0  | 1 387,8 | 52,0  | 1 370,7 | 57,7  | 1 357,1 | 58,8  | 1 338,6 | 59,4  |
| Russes      | 168,3   | 8,8   | 556,4   | 26,6  | 704,6   | 29,8  | 821,5   | 32,8  | 905,5   | 34,0  | 703,2   | 29,6  | 669,7   | 28,6  | 621,7   | 27,6  |
| Juifs       | 93,4    | 4,9   | 36,6    | 1,7   | 36,7    | 1,6   | 28,3    | 1,1   | 22,9    | 0,9   | 10,3    | 0,4   | 9,9     | 0,4   | 9,7     | 0,4   |
| Allemands   | 62,1    | 3,3   | 1,6     | 0,1   | 5,4     | 0,2   | 3,3     | 0,1   | 3,8     | 0,1   | 3,5     | 0,1   | 3,9     | 0,2   | 4,5     | 0,2   |
| Polonais    | 48,6    | 2,6   | 59,8    | 2,9   | 63,0    | 2,7   | 62,7    | 2,5   | 60,4    | 2,3   | 59,5    | 2,5   | 56,5    | 2,5   | 52,4    | 2,3   |
| Biélorusses | 26,8    | 1,4   | 61,6    | 2,9   | 94,7    | 4,0   | 111,5   | 4,5   | 119,7   | 4,5   | 97,1    | 4,0   | 88,3    | 3,8   | 80,5    | 3,6   |
| Lituaniens  | 22,8    | 1,2   | 32,4    | 1,5   | 40,6    | 1,7   | 37,8    | 1,5   | 34,6    | 1,3   | 33,4    | 1,4   | 31,7    | 1,4   | 29,9    | 1,3   |
| Estoniens   | 6,9     | 0,4   | 4,6     | 0,2   | 4,3     | 0,2   | 3,7     | 0,1   | 3,3     | 0,1   | 2,6     | 0,1   | 2,5     | 0,1   | 2,4     | 0,1   |
| Gitans      | 3,8     | 0,2   | 4,3     | 0,2   | 5,4     | 0,2   | 6,1     | 0,2   | 7,0     | 0,3   | 8,2     | 0,3   | 8,5     | 0,4   | 8,5     | 0,4   |
| Ukrainiens  | 1,8     | 0,1   | 29,4    | 1,4   | 53,5    | 2,3   | 66,7    | 2,7   | 92,1    | 3,4   | 63,6    | 2,7   | 59,0    | 2,6   | 55,7    | 2,5   |
| Autres      | 4,2     | 0,2   | 1,8     | 0,1   | 2,7     | 0,1   | 3,8     | 0,2   | 29,4    | 1,0   | 25,0    | 1,1   | 28,4    | 1,2   | 50,1    | 2,2   |
| Total       | 1 905,9 | 100,0 | 2 086,4 | 100,0 | 2 352,7 | 100,0 | 2 489,5 | 100,0 | 2 666,6 | 100,0 | 2 377,4 | 100,0 | 2 306,4 | 100,0 | 2 254,7 | 100,0 |

1. 1 2 3  Résultats du recensement